# 福島第一原子力発電所事故の影響
福島第一原子力発電所事故の影響（ふくしまだいいちげんしりょくはつでんしょじこのえいきょう）では、2011年3月11日の東北地方太平洋沖地震を端緒に発生した福島第一原子力発電所事故に起因する、放射性物質による環境・食品・人体への影響、社会的・経済的影響、住民の避難および風評被害について詳述する。

## 概要

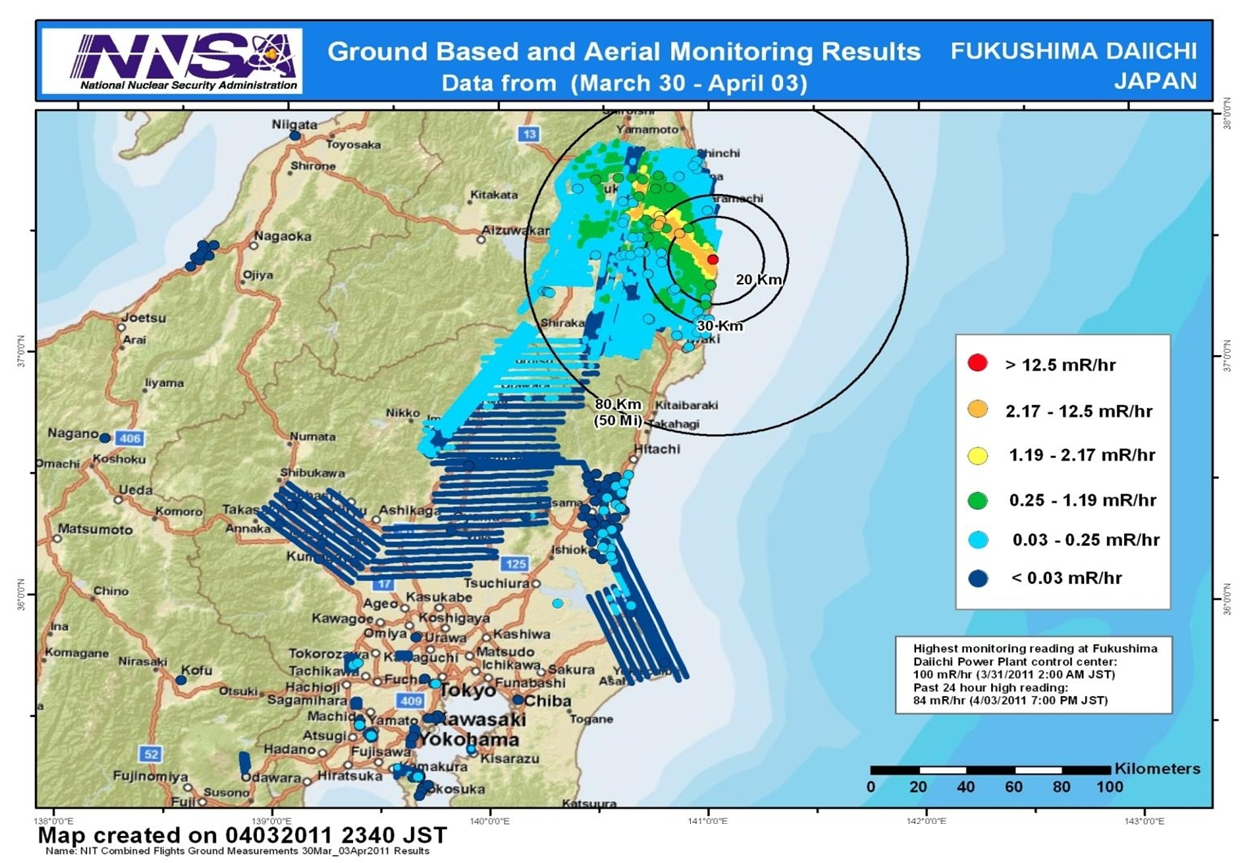
発電所周辺の汚染分布図 （3月22日 - 4月3日）

福島第一原子力発電所事故（以下「原子力発電所」は一般に「原発」という）により大気中に放出された放射性物質の量は、ヨウ素131と、ヨウ素131に換算したセシウム137の合計として、約90京（900ペタ）ベクレル(Bq) と推算されている。日本国内では食品・水道水、大気・海水・土壌等から事故由来の放射性物質が検出され、住民の避難、作付制限、飲料水・食品に対する暫定規制値の設定や出荷制限といった施策が採られた。原子炉の停止、放射性物質検出の情報、施策および施策への懐疑的見方は、風評被害、人体の健康に関する論争、市民活動、経済への影響など多岐にわたる影響を及ぼした。
本記事では、その影響度や規制内容が多岐にわたるため、全体として重要と思われるもののみを記載した。また、実際に行われた判断、措置、報道された主張を妥当性の如何にかかわらず記載した。よって読者は、本項目に記載された内容が影響や規制対象の全てではないこと、相対的ないし確定的なデータに基づかない判断および措置、客観性を欠く主張、矛盾をきたす表現を含むことに留意する必要がある。

## 放射性物質による汚染の状況と影響
2011年3月17日、厚生労働省は食品衛生法上の暫定規制値を発表し、規制値を上回る食品が販売されないよう対応することとして、各自治体に通知した。
内閣官房長官枝野幸男は、3月21日の記者会見で「今回の出荷制限の対象品目を摂取し続けたからといって、直ちに健康に影響を及ぼすものではありません」、「仮に日本人の平均摂取量で1年間摂取した場合の放射線量は牛乳でCTスキャン1回分、ホウレンソウでCTスキャン1回分の5分の1」と述べ、冷静な対応を求めた。

### 土壌と海洋汚染

#### 土壌・地上
福島第一原発事故を含む大規模な原子力事故は、広範囲に放射性降下物による放射能汚染を生じさせる。
2011年3月23日、文部科学省は、福島第一原発から北西に約40km離れた福島県飯舘村で採取した土壌から、放射性ヨウ素が117万Bq/kg、セシウム137が16万3,000Bq/kg検出されたと発表した。チェルノブイリ原子力発電所事故では55万Bq/m²以上のセシウムが検出された地域は強制移住の対象となったが、京都大学原子炉実験所（現・京都大学複合原子力科学研究所）の今中哲二によると、飯舘村では約326万Bq/m²検出されている。
3月31日、国際原子力機関 (IAEA) は、福島第一原発の北西約40kmにある避難区域外の福島県飯舘村の土壌から、修正値で10倍の20MBq/m²のヨウ素131を検出したと発表した。
5月の東京都内各地の一日単位の平均値は、東京都健康安全センターが地上18mでおこなっている環境放射線量測定によると、0.068μSv/h〜0.062μSv/hであった。5月5日から5月25日まで日本共産党東京都議会議員団が地表1mで測定した結果では、同程度の濃度だった地域は大田区、杉並区、町田市など、都内全域で見るとごく限られた範囲であった。比較的高い地域は、青梅市・あきる野市・練馬区が0.09μSv/h台、江戸川区〜江東区の東京湾岸地域が0.1μSv/h台、最も高い地域が足立区〜葛飾区で0.2μSv/h台〜0.3μSv/h台であった。また、新宿区内約3.5kmという限られた範囲内の測定でも、0.066μSv/h〜0.116μSv/hと大きな開きがあり、狭い範囲でもバラつきがみられた。東京都の5月の調査によって、東京都大田区にある下水処理施設の汚泥の焼却灰から10,540Bq/kgの放射性セシウムが検出された。
日本政府の原子力規制委員会は事故後、福島県内の小学校などに放射線量計（モニタリングポスト）を約3000台設置し、年間6億円の維持費を支出している。放射性降下物の除染進展や線量計の耐用年数が近いことから、規制委は線量が比較的低い地域にある約2400台を撤去する方針を一時掲げたが、住民の反発が大きく、2019年に撤回した。
福島第一原発から遠く離れた地点でも、ホットスポットと呼ばれる点在する汚染地域が確認されている。

#### 海洋汚染

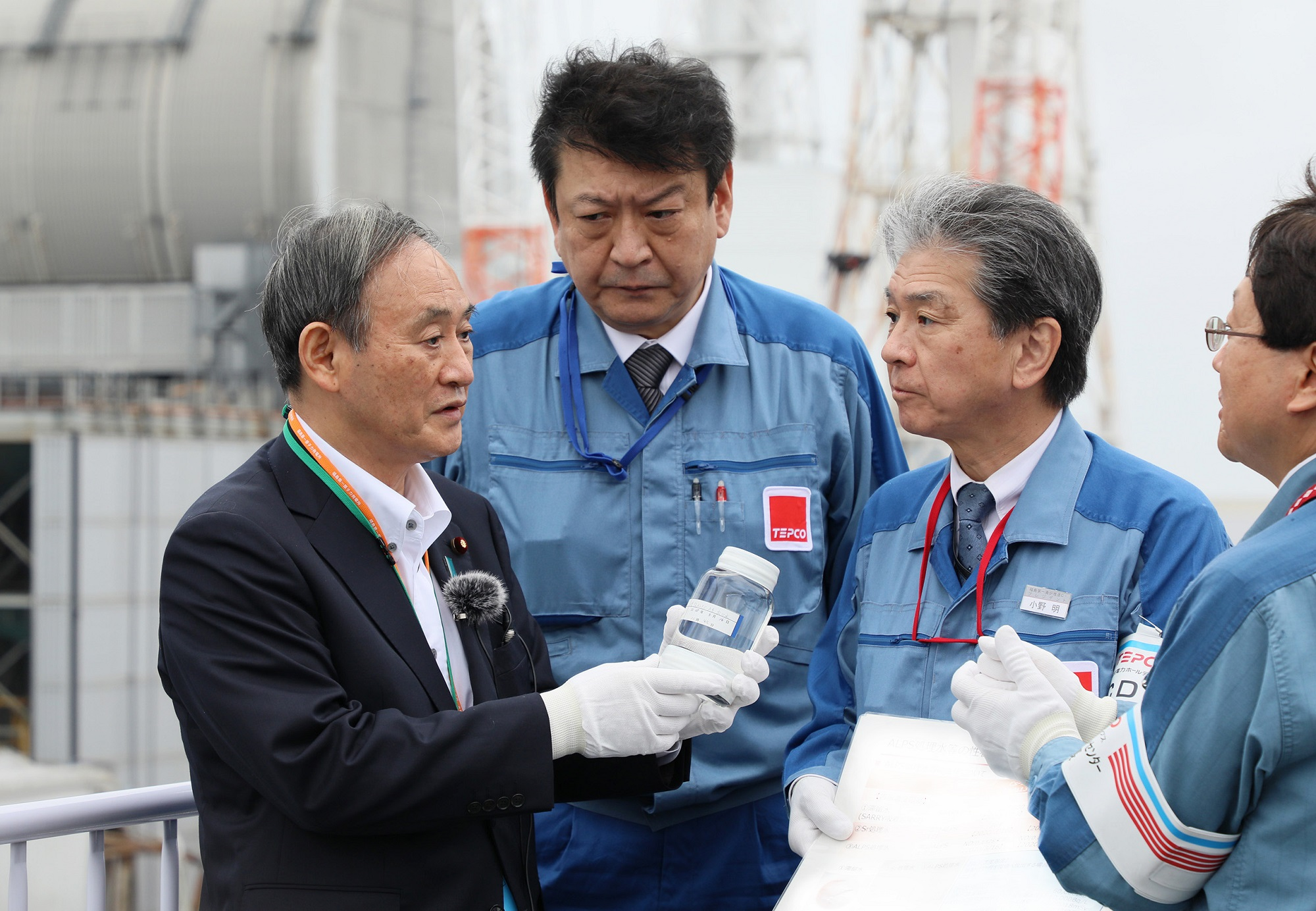
福島第一原発を視察し、浄化処理した汚染水を手にする菅義偉首相(当時)。2020年9月

2011年3月21日、東京電力が福島第一原発南放水口付近の海水を調査した結果、安全基準値を大きく超える放射性物質が検出されたことが明らかとなった。22日には、原発から16km離れた地点の海水からも安全基準の16.4倍の放射性物質が検出された。
福島第一原発では汚染水が発生し続けており、敷地内に建設されたタンクで130万トン以上（2024年時点）が保管されている。多種の放射性物質が除去されているが、トリチウムは分離できないためである。国内外の他の原発では、トリチウムを含んだ水を海に流しているが、福島第一原発の汚染水については、漁業者などが海洋放出に反対している。全国漁業協同組合連合会は反対理由を、安心面で「事故を起こした炉心に触れた水は、他の原発の水と違う」と説明している。
2020年2月25日、政府の原子力災害対策本部は、福島県沖で漁獲される魚介類の出荷制限を全て解除した（最後まで規制対象だったのはエイの一種であるコモンカスベ）。
2023年8月、トリチウムを含んだ処理水が処理として海洋放出された。

### 食品の汚染
牛肉
2011年7月、福島県南相馬市で飼育されていた牛が（汚染された飼料によって）放射性セシウムに二次汚染され、その牛肉が検査を受けないまま出荷流通し、東京、神奈川、静岡など10都道府県に放射能に汚染されたまま消費されていた。東京・府中市内の食肉処理業者が仕入れた牛肉は3400ベクレル、静岡市内の食肉加工業者が購入した肩ロースは1998ベクレルの放射性セシウムが検出された。この問題で、放射線防護学が専門の野口邦和・日本大学専任講師は、妊婦や子供が1、2回食べたところで問題はないが、県は農家に対して飼料の管理を徹底するように指導すべきだとコメントした。
米
農林水産省は2011年4月、「避難区域」「計画的避難区域」「緊急時避難準備区域」を2011年度（平成23年度）の稲の作付制限区域に指定した。2011年10月12日に完了した福島県における作付け制限区域以外の米（玄米）の本調査では、放射性セシウム（セシウム134とセシウム137）が、全ての試料において1kgあたり500Bqの暫定規制値を下回った が、その後、この暫定規制値を超える米が相次いで検出された。再調査の結果、1kgあたり500Bqを超える米が検出された福島県内3市9地区には2012年1月4日、米の出荷制限がかけられ、2012年3月9日に発表された平成24年度の稲の作付制限区域にも、「警戒区域」「計画的避難区域」に、これら3市9地区が加えられた。また、1kgあたり100Bqを超える米が発生した地域については、基準を超えた米が流通しないことを担保に細かな区域設定のもと作付けができることとなった。
2020年、基準値超が2015年以降出ていないことから全量検査を縮小し抽出検査に移行した。
2023年時点で1500haが作付制限に指定されている。
福島産の米、外食産業向けに回復
2012年3月27日　『日本経済新聞』にて、停滞していた取引が2012年2月から外食産業中心に取引が徐々に回復して、契約率が7割を超えたことを報道した。なお、『日本経済新聞』では浜通り産の米についても「風評被害」と表現している。
イカナゴの稚魚
福島第一原発の放射能水の放出による、茨城県北茨城市の沖合で2011年4月1日に採取されたイカナゴの稚魚（コウナゴ）から、4,080Bq/kgの放射性ヨウ素が検出され、北茨城市の近海では4月4日には526Bq/kgの放射性セシウムおよび1,700Bq/kgの放射性ヨウ素が検出された。当初、はさき漁協が3月下旬以降、茨城県に何度か魚の検査を行うよう要請したが、茨城県は検査をせず、漁協に要請を出してイカナゴ漁および出荷を自粛すると発表した。漁協は県担当者を呼び、検査しない理由を組合員に説明するよう求めた。県担当者は「県産の水産物から基準を超す放射性物質が出れば、今後に影響する。当分は様子を見た方がいい」と説明したという。茨城県日立市の河原子漁協は独自検査を当面見送る方針を示した。県からは「漁協単独の結果が出るたびに騒ぎになって、風評被害につながる」といった懸念が示されたという。これらの経緯について、水産庁幹部は4月5日、茨城県の魚介類検査への対応について「検査をやって公表してもマイナスになるだけだから、と言っている。めちゃくちゃだ」と苦言を呈していた。この幹部は、漁協が独自に行ってきた検査についても「ぜんぶ国の施設でやり直すべきだ」と不信感を露わにした。こうした不信が、今回の国の検査につながり、国が県沖の水産物検査に踏み切った形となった。7日午前、水産庁の依頼でサンプル捕獲にあたる漁船が那珂湊漁港（那珂湊市）を出港した後、茨城県漁政課の担当者は、事前に国との協議はなかったと語った。
茶
2011年5月初旬に神奈川県の茶葉（生茶550Bq/kg〜570Bq/kg、荒茶約3,000Bq/kg）の放射性セシウムが検出され、加工食品の基準値の扱いについて、生産者の立場の農林水産省と消費者の立場の厚生労働省で、意見が分かれた。農林水産省は、お茶は薄めて飲むものであるし、生茶規制値が500Bq/kgで、乾燥された荒茶も500Bq/kgでは科学的ではないと主張した。厚生労働省は、数千Bq/kgの製茶が店頭販売されることは消費者が容認しないとして5月16日、茶の生産地がある14の都県に生茶と荒茶の放射線量の測定を命じた。しかし静岡県知事の川勝平太をはじめ殆どの自治体は荒茶の測定を拒否した。政府は6月2日、荒茶・生茶とも500Bq/kgを超えたものは原子力災害対策特別措置法に基づき出荷停止対象とする判断を下し、その後に茨城県全域、神奈川県6市町村、千葉県6市町、栃木県2市において、実際に出荷停止命令が出された。その後に静岡県は県内製茶工場ごとの測定を開始し、6月9日に県内茶工場の製茶から国の基準を超えるセシウムが検出され、業者に対し商品回収と出荷自粛を要請した。6月14日には別の2つの工場の製茶も基準を超えたと発表、同様の要請を行った。6月14日の記者会見で川勝知事は「風評被害はNHKや全国紙など報道の責任が大きい」と強く抗議した。6月17日にフランスのドゴール空港で静岡産の乾燥茶より1,038Bq/kgの放射性セシウムが検出され、当局により廃棄処分決定がなされた。これによりフランス当局は、静岡県産の全ての農産物を線量検査対象とすることを決定、欧州連合（EU）委員会にもこれをEU基準とするよう上申した。6月20日、JA静岡中央会とJA静岡経済連は地域農協向け説明会において、お茶の放射能被害について東京電力に損害賠償請求する方針を発表。風評被害分については現行法では賠償請求できないため、国に法改正を促すともコメント。
9月に入り厚生労働省は、千葉県産、埼玉県産（狭山茶を含む）からも、抜打ち検査や自主検査により基準超のセシウムが検出されたと発表した。
きのこ原木
宮城県は2011年11月30日、県内のキノコ原木から国の指標値 (150Bq/kg) を超える最大2492Bq/kgの放射性セシウムが検出されたと発表した。
その他の食品
以下、一覧表にて示す。
| 品目              | 品目                       | 採取地                   | 採取年月日                        | 放射能濃度 (Bq/kg) | 出典   |
| ----------------- | -------------------------- | ------------------------ | --------------------------------- | ------------------ | ------ |
| きのこ類          | 原木ナメコ（露地栽培）     | 福島県相馬市             | 2011年08月11日                    | 4600 0             | [ 39 ] |
| きのこ類          | 野生チチタケ               | 福島県古殿町             | 2011年08月11日                    | 3200 0             | [ 39 ] |
| きのこ類          | 原木しいたけ（ハウス栽培） | 茨城県鉾田市             | 2011年10月04日                    | 990 0              | [ 40 ] |
| きのこ類          | 原木しいたけ（露地栽培）   | 茨城県小美玉市           | 2011年10月11日                    | 890 0              | [ 41 ] |
| きのこ類          | 原木しいたけ（ハウス栽培） | 茨城県土浦市             | 2011年10月11日                    | 510 0              | [ 41 ] |
| きのこ類          | 原木しいたけ（露地栽培）   | 茨城県行方市             | 2011年10月12日                    | 830 0              | [ 42 ] |
| きのこ類          | 野生チャナメツムタケ       | 長野県佐久市志賀         | 2011年10月24日                    | 1320 0             | [ 43 ] |
| 豆類              | 黒豆                       | 福島県岩代町             | 検査日：2011年12月17日            | 400 0              | [ 44 ] |
| 豆類              | 大豆                       | 福島県二本松市           | 2011年10月27日                    | 400 0              | [ 45 ] |
| 豆類              | 大豆                       | 福島県いわき市           | 2011年11月01日                    | 240 0              | [ 46 ] |
| 豆類              | 大豆                       | 福島県須賀川市           | 2011年11月16日                    | 184 0              | [ 47 ] |
| 豆類              | 大豆                       | 福島県天栄村             | 2011年11月17日                    | 190 0              | [ 48 ] |
| 豆類              | 大豆                       | 福島県西郷村             | 2011年11月18日                    | 216 0              | [ 48 ] |
| 豆類              | 大豆                       | 宮城県山元町             | 2011年11月10日                    | 99 0               | [ 49 ] |
| 豆類              | 大豆                       | 宮城県登米市（旧石越町） | 2011年11月17日                    | 240 0              | [ 50 ] |
| 豆類              | 大豆                       | 岩手県陸前高田市         | 2011年10月21日                    | 25 0               | [ 51 ] |
| 豆類              | 大豆                       | 岩手県盛岡市             | 2011年10月25日                    | 64 0               | [ 51 ] |
| 豆類              | 大豆                       | 岩手県一関市             | 2011年10月26日                    | 96 0               | [ 51 ] |
| 豆類              | 大豆                       | 栃木県日光市             | 2011年10月07日                    | 58.8               | [ 52 ] |
| 豆類              | 大豆                       | 栃木県塩谷町             | 2011年10月14日                    | 38.4               | [ 52 ] |
| 豆類              | 大豆                       | 栃木県大田原市           | 2011年10月27日                    | 32.0               | [ 52 ] |
| 豆類              | 大豆                       | 栃木県那須塩原市         | 2011年10月27日                    | 77.0               | [ 52 ] |
| 豆類              | 大豆                       | 群馬県渋川市             | 2011年11月 検査日：2011年11月09日 | 111 0              | [ 53 ] |
| 豆類              | 大豆                       | 茨城県日立市             | 2011年11月14日                    | 99 0               | [ 54 ] |
| 海産物 （魚以外） | ワカメ                     | 福島県いわき市           | 2011年05月16日                    | 1200 0             | [ 55 ] |
| 海産物 （魚以外） | ムラサキ貝                 | 福島県いわき市           | 2011年05月16日                    | 650 0              | [ 56 ] |
| 海産物 （魚以外） | キタムラサキウニ           | 茨城県北茨城市大津地先   | 2011年05月22日                    | 371 0              | [ 57 ] |
| 海産物 （魚以外） | エゾアワビ                 | 茨城県北茨城市平潟地先   | 2011年05月22日                    | 290 0              | [ 57 ] |
| 海水魚            | イシガレイ                 | 福島県南相馬市           | 2011年09月05日                    | 1030 0             | [ 58 ] |
| 海水魚            | イシガレイ                 | 茨城県北茨城市沖         | 2011年11月01日                    | 175 0              | [ 57 ] |
| 海水魚            | イシガレイ                 | 茨城県日立市沖           | 2011年12月13日                    | 103 0              | [ 57 ] |
| 海水魚            | シロメバル                 | 福島県いわき市           | 2011年09月08日                    | 2200 0             | [ 59 ] |
| 海水魚            | スズキ                     | 福島県南相馬市           | 2011年09月10日                    | 670 0              | [ 59 ] |
| 海水魚            | ヒラメ                     | 福島県南相馬市           | 2011年09月10日                    | 1610 0             | [ 59 ] |
| 海水魚            | アイナメ                   | 福島県いわき市           | 2011年09月26日                    | 1680 0             | [ 60 ] |
| 海水魚            | コモンカスベ               | 福島県いわき市           | 2011年09月26日                    | 980 0              | [ 60 ] |
| 海水魚            | ババガレイ                 | 福島県いわき市           | 2011年09月26日                    | 1140 0             | [ 60 ] |
| 海水魚            | エゾイソアイナメ           | 茨城県日立市沖           | 2011年09月01日                    | 540 0              | [ 61 ] |
| 海水魚            | マコガレイ                 | 茨城県北茨城市沖         | 2011年10月11日                    | 205 0              | [ 57 ] |
| 淡水魚            | ヤマメ                     | 阿武隈川（福島県伊達市） | 2011年05月17日                    | 990 0              | [ 56 ] |
| 淡水魚            | アユ                       | 阿武隈川（福島県伊達市） | 2011年07月24日                    | 1240 0             | [ 62 ] |
| 淡水魚            | ワカサギ                   | 赤城大沼（群馬県前橋市） | 2011年09月09日                    | 650 0              | [ 63 ] |
| 淡水魚            | ウグイ                     | 赤城大沼（群馬県前橋市） | 2011年09月09日                    | 741 0              | [ 63 ] |

新基準値適用（2012年4月）以降
厚生労働省によると、2012年4月1日からの新基準値適用以降、4月29日までに一般食品の新基準値 (100Bq/kg) を超えたことが判明したのは、岩手、宮城、山形、福島、茨城、栃木、群馬、千葉、神奈川の9県の計51品目333件、乳児用食品 (50Bq/kg)、牛乳 (50Bq/kg)、水 (10Bq/kg) の3分類で新基準値を超えたものは出ていない、とした。
東京電力は2012年8月21日、福島県南相馬市原町区の沖合で採取したアイナメから25,800Bq/kgの放射性セシウムを検出したと発表した。

### 水道の汚染
福島県および近隣各県において、放射性物質による水道水の汚染が相次いだ。2011年3月17日に厚生労働省が策定した放射能の「暫定基準値」は飲料水の場合300Bq/kg以下、乳児の場合100Bq/kg以下である。大気中を漂う放射性物質が雨と共に地上に落下し水源に混入するとみられるため、厚生労働省は3月26日、全国の水道事業者に対し、降雨後の取水を一時中断するように通知した。その後放射能の数値は低下し、3月29日15時には福島県以外での飲用制限がなくなり、4月15日までは福島県飯舘村のみ乳児に対する飲用制限が成されていたが、5月10日にはそれも解除された。
2011年3月25日、世界保健機関（WHO）は日本における飲料水の安全性について、「ただちに危険を及ぼすものではないが、地域により事情は異なり、また変動するかも知れない。放射能の危険を減らすことを意図して、幼児に必要な水の摂取が歪められるべきでない」との見解を発表した。同日、日本小児科学会、日本周産期・新生児医学会、日本未熟児新生児学会も共同見解として、乳児の水分摂取を優先させるべきである旨を発表した。
福島県
2011年3月17日から20日にかけて南相馬市、いわき市などの水道水で暫定基準値、または乳児に対する暫定基準値を上回るヨウ素131を検出した。その後22 - 23日には多くの市町村で暫定基準値を下回った。比較的高いヨウ素131が検出された飯舘村も、4月1日からは摂取制限を解除。ただし前述の通り降雨時に濃度が上がる可能性があるため、乳児に関しては摂取を控えるように広報を続けた。その後1か月程度観察を続けたが基準値以上の放射性物質は検出されなかったとして、5月10日には全ての制限が解除された。
東京都
東京都葛飾区の金町浄水場で、2011年3月22日午前9時、水道水に210Bq/kgの放射性ヨウ素131が検出された。この給水範囲である東京都23区、武蔵野市、町田市、多摩市、稲城市、三鷹市では乳児の水道水摂取を控えるように呼びかけた。これを受け、東京都は1歳未満の乳児およそ8万人に、1人あたり550ミリリットルのミネラルウォーター3本を配布すると発表した。24日の検査分は79Bq/kgと、暫定基準値を下回ったと発表した。
その他の県
千葉県、茨城県の一部浄水場においても、2011年3月23日頃から26日頃にかけて相当量のヨウ素131などが検出され、乳児の飲用を控えるよう呼びかけるなどの措置がとられた。

## 住民の避難・影響

警戒区域の変遷

| 名称               | 基準 | 指定期間 |
| ------------------ | --- | --- |
| 避難指示           | 1.第一原発から半径2km以内 2.第一原発3km以内 3.第一原発10km以内 4.第一原発10km以内+第二原発から半径3km以内 5.第一原発10km以内+第二原発10km以内 6.第一原発20km以内+第二原発10km以内 7.第一原発20km以内+第二原発8km以内（第二原発8km以上10km以内は屋内退避に移行） 8.（第一原発20km以内は警戒区域に移行）第二原発8km以内 9.解除 | 1.3月11日20:50 - 2.3月11日21:23 - 3.3月12日5:44 - 4.3月12日7:45 - 5.3月12日17:39 - 6.3月12日18:25 - 7.4月21日 - 8.4月22日 - 9.12月26日 |
| 屋内退避指示       | 1.第一原発から半径3km以上10km以内 2.第一原発3km以上10km以内+第二原発から半径3km以上10km以内 3.第一原発20km以上30km以内+第二原発3km以上10km以内 4.解除（大半の区域が、計画的避難区域・緊急時避難準備区域に指定） | 1.3月11日21:23 - 2.3月12日7:45 - 3.3月15日11:00 - 4.4月22日                                                                            |
| 警戒区域           | 第一原発から半径20km以内 | 4月22日 - 2013年5月27日 |
| 計画的避難区域     | 事故後1年間の積算線量が20mSv以上になると予想される区域 | 4月22日 - 2013年8月7日 |
| 緊急時避難準備区域 | 1.上記外の第一原発から半径20km以上30km以内などで緊急時に避難が求められる区域 2.解除 | 1.4月22日 - 2.9月30日 |
| 特定避難勧奨地点   | 警戒区域・計画的避難区域外で事故後1年間の積算線量が20mSv以上になると予想される地点が地域内に含まれる区域 | 2011年6月30日から順次指定（2014年12月28日で全面解除）                                                                                  |

| 名称                 | 基準 | 指定期間 | 指定範囲 |
| -------------------- | --- | --- | --- |
| 警戒区域             | 1.第一原発から半径20km以内 2.第一原発から半径20km以内で避難指示解除準備区域・居住制限区域でない 3.第一原発から半径20km以内で避難指示解除準備区域・居住制限区域・帰還困難区域でない | 1.2011年4月22日 - 2.2012年4月1日 - 3.2012年4月16日 - 4.2012年8月10日 - 5.2012年12月10日 - 6.2013年3月22日 - 7.2013年3月25日 - 8.2013年4月1日 - 9.2013年5月28日 | 1.双葉町、大熊町、富岡町のそれぞれ全域、南相馬市、浪江町、葛尾村、田村市、川内村、楢葉町のそれぞれ一部 2. 1.より田村市、川内村のそれぞれ一部を除いた地域 3. 2.より南相馬市の指定されていた地域を除いた地域 4. 3.より楢葉町の指定されていた地域を除いた地域 5. 4.より大熊町を除いた地域 6. 5.より葛尾村の指定されていた地域を除いた地域 7. 6.より富岡町を除いた地域 8. 双葉町 9. なし |
| 計画的避難区域       | 事故後1年間の積算線量が20mSv以上になると予想される区域 | 1.2011年4月22日 - 2.2012年4月16日 - 3.2012年7月17日 - 4.2013年3月22日 - 5.2013年4月1日 - 6.2013年8月8日 | 1.葛尾村、浪江町の警戒区域を除いた全域、飯舘村全域、南相馬市の警戒区域を除いた一部、川俣町の一部 2. 1.のうち南相馬市の指定されていた区域を除いた地域 3. 2.のうち飯舘村全域を除いた地域 4. 3.のうち葛尾村の全域を除いた地域 5.川俣町の一部 6. なし |
| 特定避難勧奨地点     | 警戒区域・計画的避難区域外で事故後1年間の積算線量が20mSv以上になると予想される地点が地域内に含まれる区域                                                                           | 1.2011年6月30日から順次指定 2.2012年12月14日 - 3.2014年12月28日 | 1.南相馬市、伊達市、川内村のそれぞれ一部 2.南相馬市の一部 3.なし |
| 避難指示解除準備区域 | 年間積算放射線量が20mSv以下となることが確実であることが確認された区域 | 1.2012年4月1日 - 2.2012年4月16日 - 3.2012年7月17日 - 4.2012年8月10日 - 5.2012年12月10日 - 6.2013年3月22日 - 7.2013年3月25日 - 8.2013年4月1日 - 9.2013年5月28日 - 10.2013年8月8日 - 11.2014年4月1日 - 12.2014年10月1日 - 13.2015年9月5日 - 14.2016年6月12日 - 15.2016年6月14日 - 16.2016年7月12日 - 17.2017年3月31日 18.2017年4月1日 - 19.2019年4月10日 - 20.2020年3月4日 | 1.田村市の第一原発から半径20km以内の区域、川内村の居住制限区域を除く第一原発から半径20km以内の区域 2. 1.に加えて南相馬市の一部 3. 2.に加えて飯舘村の一部 4. 3.に加えて楢葉町の大部分の区域（旧警戒区域） 5. 4.に加えて大熊町の一部 6. 5.に加えて葛尾村の大部分の区域 7. 6.に加えて富岡町の一部 8. 7.に加えて浪江町の一部 9. 8.に加えて双葉町の沿岸部の一部 10. 9.に加えて川俣町山木屋地区の大部分 11. 10.から田村市の旧警戒区域を除外 12. 11.から川内村の旧警戒区域を除外（旧居住制限区域は適用） 13. 12.から楢葉町を除外 14. 13.から葛尾村を除外 15. 14.から川内村（旧居住制限区域）を除外 16. 15.から南相馬市を除外 17. 16.から浪江町・川俣町・飯舘村を除外 18. 17.から富岡町を除外（双葉町・大熊町の一部のみ） 19. 18.から大熊町を除外（双葉町の一部のみ） 20. なし（全面解除） |
| 居住制限区域         | 年間積算放射線量が20mSvを超えるおそれがあり、住民の被曝放射線量を低減する観点から引き続き避難の継続を求める区域                                                                    | 1.2012年4月1日 - 2.2012年4月16日 - 3.2012年7月17日 - 4.2012年12月10日 - 5.2013年3月22日 - 6.2013年3月25日 - 7.2013年4月1日 - 8.2013年8月8日 - 9.2014年10月1日 - 10.2016年6月12日 - 11.2016年7月12日 - 12.2017年3月31日 13.2017年4月1日 - 14.2019年4月10日 | 1.川内村の第一原発から半径20km以内の一部の区域 2. 1.に加えて南相馬市の一部 3. 2.に加えて飯舘村の大部分の区域 4. 3.に加えて大熊町の一部 5. 4.に加えて葛尾村の一部 6. 5.に加えて富岡町の大部分の区域 7. 6.に加えて浪江町の一部 8. 7.に加えて川俣町山木屋地区の一部 9. 8.から川内村を除外 10. 9.から葛尾村を除外 11. 10.から南相馬市を除外 12. 11.から浪江町・川俣町・飯舘村を除外 13. 12.から富岡町を除外（大熊町の一部のみ） 14. なし（全面解除） |
| 帰還困難区域         | 5年を経過してもなお、年間積算放射線量が20mSvを下回らないおそれのある、現時点で年間積算放射線量が50mSvを超える区域                                                                  | 1.2012年4月16日 - 2.2012年7月17日 - 3.2012年12月10日 - 4.2013年3月22日 - 5.2013年3月25日 - 6.2013年4月1日 - 7.2013年5月28日 - 8.2020年3月4日 - 9.2020年3月5日 - 10.2020年3月10日 - 11.2021年3月8日 - 12.2022年6月12日 - 13.2022年6月30日 - 14.2022年8月30日 - 15.2023年3月31日 - 16.2023年4月1日 - 17.2023年5月1日 -                                                     | 1.南相馬市の一部（該当世帯無し） 2. 1.に加えて飯舘村の一部 3. 2.に加えて大熊町のほぼ全域 4. 3.に加えて葛尾村の一部 5. 4.に加えて富岡町の一部 6. 5.に加えて浪江町の山間部と一部 7. 6.に加えて双葉町の沿岸部の一部を除く全域 8. 7.から双葉町の一部（双葉駅周辺）を除外 9. 8.から大熊町の一部（大野駅周辺）を除外 10. 9.から富岡町の一部（夜ノ森駅周辺）を除外 11. 10.から大熊町の一部を除外 12. 11.から葛尾村の復興拠点を除外 13. 12.から大熊町の復興拠点を除外 14. 13.から双葉町の復興拠点を除外 15. 14.から浪江町の復興拠点を除外 16. 15.から富岡町の復興拠点を除外 17. 16.から飯舘村の復興拠点を除外 |

### 初期の避難指示等
事故を受けて、2011年3月11日20時50分に、半径2km以内の住民に避難指示が出された。その後、事故が深刻化するにつれて避難指示範囲も拡大し、3月12日18時25分には半径20km以内に避難指示が出された。
避難指示対象地域の多くの住民は、自治体からの情報を聞いて避難を開始した。しかし初期（3月12日）には原発事故とは知らされず、なぜ避難するのか分からずに避難した住民が多かった。避難期間の見通しについての情報も全く無く、着の身着のまま逃げ、そのまま避難が長期化した。また、結果的に汚染地域へ避難してしまった住民も多かった。浪江町は20km圏の外側である津島地区へ、双葉町は川俣町へ避難を指示したが、これらの避難先は、後に高い放射線量が確認され、計画的避難区域に指定された。
3月15日11時には半径20kmから30km圏内に屋内退避が指示された。屋内退避指示は短期間の想定だったが、10日間も継続したため、30km圏内への物流が途絶えて住民の生活基盤が崩壊した。3月25日、屋内退避を指示されていた半径20kmから30km圏内の住民に、枝野幸男官房長官が自主避難を要請した。枝野長官は、避難区域の拡大は必要ないながらも、市民生活が困難になっているため自主避難を促すと説明した。しかし国会事故調はこれを、避難判断を住民に委ねるという政府の責任放棄だと批判した。
福島県双葉郡双葉町は3月19日に役場機能を埼玉県さいたま市に移し、避難住民のうち約1200人も数日中に移動した。さらにその後、同月の30日から31日にかけて、同県の加須市に再び移動した。また、避難指示を受けた福島県大熊町の双葉病院には3月14日時点で病状の重い患者146人が残されていたが、移動を余儀なくされ、14日と15日に自衛隊によって3回にわたる搬送が行われたが、21人が搬送中や搬送後に死亡している。避難指示の出た区域内では人影がなくなり、取り残された多くの家畜が衰弱したり死亡したりしている。ただ、身内の介護や家畜の世話などのために避難指示の出された地域に留まる住民もいて、避難するよう自衛隊や消防組織が説得にあたった。

### 警戒区域、計画的避難区域の設定

福島原発周辺市町村の地図。
橙色：警戒区域（現在は解除）
桃色：計画的避難区域（現在は解除）
黄色：旧緊急時避難準備区域（現在は解除）
紫の円：各自治体の人口規模
（出典：NIRS資料）

第一原発の北西約40kmにあり、避難地域に指定されていなかった福島県飯舘村について、3月30日、国際原子力機関（IAEA）のフローリー事務次長はウィーンの本部で記者会見し、高い濃度の放射性物質が検出されたとして、住民に避難を勧告するよう日本政府に促した。IAEAの勧告に対し、枝野官房長官は3月31日、「直ちにそうしたもの（状況）ではない」「長期間そうした土壌の地域にいると、その蓄積で健康被害の可能性が生じる性質のものなので、しっかり把握し対処していかなければならない」と否定的見解を述べた。また、経済産業省原子力安全・保安院も独自に試算した数値を公表し、「避難の必要はない」とIAEAの勧告を明確に否定した。
ところが4月になって、政府は、飯舘村の全域と川俣町の一部、半径20km圏内を除く浪江町と葛尾村の全域、南相馬市の一部を「計画的避難区域」に指定し、約1か月かけて避難することになった。
事故の影響が長引いてくると、政府の対応も長期避難に備えたものに切り替わっていった。4月22日には、半径20km圏内が災害対策基本法に基づく警戒区域に設定され、民間人は強制的に退去させられ、立ち入りが禁止された。また、半径20kmから30km圏内のうち計画的避難区域でない地域の大半が、緊急時に屋内退避や避難ができるよう準備しておくことが求められる「緊急時避難準備区域」に指定され、屋内退避指示は解除された。避難者数は、2011年8月29日時点で、警戒区域で約7万8000人、計画的避難区域で約1万0010人、緊急時避難準備区域で約5万8510人、合計約14万6520人に達した。これらの区域内にある双葉町、大熊町、浪江町、富岡町、楢葉町、広野町、飯舘村、葛尾村、川内村が、3月から6月までに郡山市や二本松市などの外部へ役場機能を移した。5月10日からは警戒区域内の住民の一時帰宅が行われた。原発から3km以内へは一時帰宅できなかったが、8月26日から実施された。
政府はさらに、警戒区域や計画的避難区域外でも局地的に放射線量の高い地点があるとして、事故発生後1年の推定積算放射線量20mSv（3.2 Sv/h）を目安に「特定避難勧奨地点」を設定した。特定避難勧奨地点は、地区単位ではなく住居ごとに放射線量を測って指定され、避難することを選択すると支援が受けられる。2011年6月30日に福島県伊達市の113世帯、7月21日に福島県南相馬市の59世帯が指定された。しかし住民からは指定方法などに反発が上がり、地区単位で指定するよう要望した。その後、2012年12月14日に伊達市の特定避難勧奨地点を解除し、2014年12月28日に南相馬市の特定避難勧奨地点も解除された。これにより特定避難勧奨地点は全て解除された。
このような住民避難の実態が、2011年7月23日の『NHK特集』「飯舘村 〜人間と放射能の記録〜」 で放映された。この中では、村内の汚染が数十mSv/hに上ったことから避難に至る様子や、原子力委員会が、村内に汚染土壌の処分場を設置してはどうか、と提案している様子などが放映されている。

### 避難区域の再編
政府は福島第一原発が「冷温停止」した段階で警戒区域の縮小を検討するとしていたが、警戒区域の一部では高い放射線量が観測され、事故後1年間の積算放射線量の推計は最高で508.1mSv（大熊町小入野）となった。政府は放射線量に応じて避難区域を再編することを決め、2012年4月1日より、準備が出来た自治体から順次、警戒区域・計画的避難区域を「帰還困難区域」「居住制限区域」「避難指示解除準備区域」の3区域に再編した。帰還困難区域は年間積算放射線量が50mSv以上で、長期に渡って帰還が難しい地域。居住制限区域は年間20mSv～50mSvで、20mSv以下への除染を目指す地域。避難指示解除準備区域は年間20mSv以下の地域に対して指定された。再編された2013年8月時点での3区域の総面積は約1,150km2、避難対象者数は約8.1万人となった。除染が終わった地域は順次解除され、2023年5月時点での帰宅困難区域の総面積は約309km2、2024年8月時点での避難対象者数は約2.6万人となった。
| 自治体           | 時期          | 再編前                   | 再編後                                           | 現在の状況                  |
| ---------------- | ------------- | ------------------------ | ------------------------------------------------ | --------------------------- |
| 田村市の一部     | 2014年4月1日  | 警戒区域                 | 避難指示解除準備区域                             | 全て解除                    |
| 川内村の一部     | 2016年6月12日 | 警戒区域                 | 避難指示解除準備区域・居住制限区域               | 全て解除                    |
| 南相馬市の一部   | 2016年7月12日 | 警戒区域・計画的避難区域 | 避難指示解除準備区域・居住制限区域・帰還困難区域 | 帰還困難区域（該当世帯無し) |
| 飯舘村の一部     | 2023年5月1日  | 計画的避難区域           | 避難指示解除準備区域・居住制限区域・帰還困難区域 | 帰還困難区域（長泥行政区）  |
| 楢葉町大部分     | 2015年9月5日  | 警戒区域                 | 避難指示解除準備区域                             | 全て解除                    |
| 大熊町半分       | 2022年6月30日 | 警戒区域                 | 避難指示解除準備区域・居住制限区域・帰還困難区域 | 帰還困難区域                |
| 葛尾村の一部     | 2022年6月12日 | 警戒区域・計画的避難区域 | 避難指示解除準備区域・居住制限区域・帰還困難区域 | 帰還困難区域（野行行政区）  |
| 富岡町の一部     | 2023年4月1日  | 警戒区域                 | 避難指示解除準備区域・居住制限区域・帰還困難区域 | 帰還困難区域                |
| 浪江町の半分     | 2023年3月31日 | 警戒区域・計画的避難区域 | 避難指示解除準備区域・居住制限区域・帰還困難区域 | 帰還困難区域                |
| 双葉町の大部分   | 2022年8月30日 | 警戒区域                 | 避難指示解除準備区域・帰還困難区域               | 帰還困難区域                |
| 川俣町山木屋地区 | 2017年3月31日 | 計画的避難区域           | 避難指示解除準備区域・居住制限区域               | 全て解除                    |

このうち、避難指示解除準備区域・居住制限区域は宿泊は認められないなど一部制限はあるものの立ち入りは原則自由になっている。居住制限区域については、原則住民の日中のみの出入りに制限されている。帰還困難区域については、それまでの警戒区域同様、原則立ち入り禁止となっている。（避難指示解除準備区域・居住制限区域では2012年末から避難指示解除時まで大型連休・夏休み・年末年始などで特例宿泊を行っている他、それ以外の時期における一時帰宅については日中に限り、事前に対象の市町村役所（役場）に許可を得る必要がある）
なお、3区分の区域は賠償のほか税制面でも違いが生じる。例えば、警戒区域の避難者は不動産取得税等の特例減免があるが、警戒区域が解除されると、避難指示解除準備区域のみ解除3か月後に購入した者は課税される。これは帰還を促すための措置だが、5年間帰還できない避難指示解除準備区域の住民は他の区域と状況が変わらないため、減免するよう要求している。

### 避難指示の解除
政府は避難指示解除準備区域・居住制限区域の解除を目指して除染を進めた。2014年4月1日に田村市が避難区域では初めて避難指示を解除され、同年10月1日（一部は2016年6月14日）には川内村、2015年9月5日には楢葉町、2016年6月12日には葛尾村の大部分（帰還困難区域を除く）、同年7月12日には南相馬市、2017年3月31日には川俣町山木屋地区・浪江町中心部・飯舘村の大部分（いずれも帰還困難区域を除く）、同年4月1日には富岡町の大部分（帰還困難区域を除く）、2019年4月10日には大熊町の中屋敷・大川原地区が避難指示を解除。2020年3月4日には双葉町の一部も避難指示を解除され、これにより全ての避難指示解除準備区域・居住制限区域が解除された。6町村 の帰還困難区域では一部を除いて避難指示が続いている。
避難指示が解除されても、すぐに住民が戻っているわけではない。帰還した住民は、楢葉町では避難指示解除1年後の2016年9月2日時点で9.2%、葛尾村では避難指示解除8カ月後の2017年2月時点で9.9% にとどまった。地元に戻らない理由としては、「原発の安全性に不安」「医療環境に不安」などが、復興庁による住民への意向調査で多かった。
帰還困難区域については、政府は2016年8月、駅や役場周辺などに除染やインフラ整備を優先的に進める「復興拠点」を設け、5年後（2021年度末）を目処に避難指示を解除する方針を決めた。復興拠点以外の地域での解除時期は未定だが、政府は2021年8月、2020年代までに帰還希望者を対象に、全域での避難指示を解除を目指す方針を示している。その後、政府は2023年2月、特定復興再生拠点区域以外の帰還困難区域の一部については「特定帰還居住区域」とする方針を示している。このうち、双葉駅・大野駅・夜ノ森駅周辺の区域では常磐線全線開通前の2020年3月10日まで に避難指示を解除した。また特定復興再生拠点区域内においては、2022年6月12日に葛尾村の野行地区の一部で、6月30日には大熊町の一部で、8月30日には双葉町の一部で、2023年3月31日には浪江町の一部で、4月1日には富岡町の大半の地区で、5月1日には飯舘村の長泥地区の一部などでそれぞれ避難指示が解除された。

## 日本における汚染対策・規制

### 食品中の放射性物質に対する規制
暫定規制値の数値基準
2011年3月17日から2012年3月末に至る間、厚生労働省は暫定規制値を定め、各自治体に対する通知によって、放射性物質を食品衛生法の規制対象として準用してきた。
以下、その数値基準と、WHO（世界保健機関）による水質ガイドラインとの比較を示す。
| 核種                                       | 暫定規制値 (Bq/kg)               | 暫定規制値 (Bq/kg) | WHO 飲料水水質ガイドライン(Bq/L) |
| ------------------------------------------ | -------------------------------- | ------------------ | -------------------------------- |
| 放射性ヨウ素                               | 飲料水                           | 300                | 10                               |
| 放射性ヨウ素                               | 牛乳・乳製品                     | 300                |                                  |
| 放射性ヨウ素                               | 野菜類（根菜、芋類を除く）魚介類 | 2,000              |                                  |
| 放射性セシウム                             | 飲料水                           | 200                | 10                               |
| 放射性セシウム                             | 牛乳・乳製品                     | 200                |                                  |
| 放射性セシウム                             | 野菜類                           | 500                |                                  |
| 放射性セシウム                             | 穀類                             | 500                |                                  |
| 放射性セシウム                             | 肉・卵・魚・その他               | 500                |                                  |
| ウラン                                     | 乳幼児用食品                     | 20                 |                                  |
| ウラン                                     | 飲料水                           | 20                 | 1                                |
| ウラン                                     | 牛乳・乳製品                     | 20                 |                                  |
| ウラン                                     | 野菜類                           | 100                |                                  |
| ウラン                                     | 穀類                             | 100                |                                  |
| ウラン                                     | 肉・卵・魚・その他               | 100                |                                  |
| プルトニウム及び超ウラン元素のアルファ核種 | 乳幼児用食品                     | 1                  |                                  |
| プルトニウム及び超ウラン元素のアルファ核種 | 飲料水                           | 1                  | 1                                |
| プルトニウム及び超ウラン元素のアルファ核種 | 牛乳・乳製品                     | 1                  |                                  |
| プルトニウム及び超ウラン元素のアルファ核種 | 野菜類                           | 10                 |                                  |
| プルトニウム及び超ウラン元素のアルファ核種 | 穀類                             | 10                 |                                  |
| プルトニウム及び超ウラン元素のアルファ核種 | 肉・卵・魚・その他               | 10                 |                                  |

飲料水の暫定規制値と国際機関の基準値との比較
飲料水の暫定規制値はWHO（世界保健機関）が定める10Bq/Lの30倍であり、この違いを疑問視する見方もある。しかし、WHO、IAEA（国際原子力機関）とも、緊急時の最初の1年間の対応としては、WHO基準よりもIAEAの定める基準が優先されるとしている。IAEAは、2002年の資料において、緊急時の最初の1年間までは100Bq/Lを上限とする、としている。また、FAO（国際連合食糧農業機関）は、幼児の甲状腺に対する影響を考慮して上で、最初の1年間で400Bq/kgを上限としており、暫定規制値はこの1/4となっている。また、IORP（国際放射線防護委員会）の見解に基づけば、妊娠中に暫定規制値の上限値の水を、毎日1リットル飲み続けても、胎児、子供に影響が出ない計算となる。
2012年4月以降の数値基準
厚生労働省は数値基準の見直しを行うとともに、2012年3月15日までに食品衛生法に基づく省令および告示の改正をし、新たな告示を加え、2012年4月1日から施行および適用することにより、食品衛生法に基づく規制として法体系を整備した。以下、その数値基準を示す。
| 核種           | 規制値（ベクレル/kg） | 規制値（ベクレル/kg） |
| -------------- | --------------------- | --------------------- |
| 放射性セシウム | 飲料水                | 10                    |
| 放射性セシウム | 牛乳                  | 50                    |
| 放射性セシウム | 一般食品              | 100                   |
| 放射性セシウム | 乳児用食品            | 50                    |

- 注：製造・加工食品、米、牛肉、大豆については経過措置あり

基準値策定の経緯
原子力安全委員会は放射性物質を含む飲食物の摂取制限の指標値を2001年2月に示し、2010年12月に改訂した。改訂後の指標値の大意は、1年間の積算被曝線量の上限値をヨウ素の甲状腺での線量が50ミリシーベルト、セシウムの全身的線量が5ミリシーベルトとするものである。
また、厚生労働省は2002年3月、原子力関連テロや原子力事故を想定した「緊急時における食品放射能測定マニュアル」を作成し、5月に各地方公共団体に送付していた。
厚生労働省は福島第一原子力発電所事故による農産物および飲用水の放射性物質による汚染発生を受け、2010年12月に改訂された指標値を基に、原子力安全委員会に緊急時における食品および飲用水中の放射性物質の濃度の数値基準を策定させた。この策定における考え方としては、内部被曝に繋がる放射性物質の摂取源を 1.飲料水 2.牛乳・乳製品 3.野菜類 4.穀類 5.肉・卵・魚・その他 の5つの食品群に大別し、原子力安全委員会の指標値の上限であるヨウ素につき年間50ミリシーベルト、セシウムにつき年間5ミリシーベルトの実効線量を5つの食品群に均等に配分、各食品群について一般成人、乳児および成長期にある人の摂取量と、ある程度の余裕を考慮した上で、人体に与える放射線の実効線量の単位であるシーベルトによる指標値を、各食品群のキログラムあたりの放射線量（ベクレル単位）を規制・管理することで守ることができるように落とし込みを行ったものであった。その具体的数値は上記の通りである。厚生労働省はこの指標値を食品衛生法上の放射能に関する暫定規制値として各地方公共団体宛に通知するとともに、緊急時における食品放射能測定マニュアルを参照して食品を検査するよう指示した。
2012年4月1日から施行された新基準値においても、内部被曝に繋がる放射性物質の摂取源となる食品を食品群に分け、1年間の積算被曝線量の上限値を各食品群に均等に配分、一般成人、乳児および成長期にある人の摂取量と、余裕を考慮し、シーベルト単位の上限値をBq/kg の単位に落とし込むという方向性は変化していない。変化した点は、半減期が短く、時間が経つにつれ検出されなくなった放射性ヨウ素についての基準を廃止したこと、緊急時における1年間の積算被曝線量の上限値であるセシウムの年間全身的線量の5ミリシーベルトから、平時の上限値としての年間1ミリシーベルトに設定を変更したこと、野菜類、穀類、肉・卵・魚・その他を一つの食品群にまとめたこと、乳児が摂取する栄養源は特段偏りがあるため、新たに乳児用食品の項目を設けたことである。
法体系整備の経緯
福島第一原子力発電所事故以降、2011年3月17日から2012年3月末までは暫定規制値を通知に基づき食品衛生法の規制対象として準用してきた。2012年3月15日に食品衛生法の下位法令に当たる乳及び乳製品の成分規格等に関する省令および食品、添加物等の規格基準が改正され、乳及び乳製品の成分規格等に関する省令に基づきセシウム134およびセシウム137を規制の対象とする政令が新たに整備され、いずれも4月1日から施行・適用されることとなった。「通達」とも呼ばれる通知に法的根拠はないが、これらの下位法令は法（食品衛生法）の規定するところにより、その運用のために法と同じ拘束力と法的根拠を付与されているので、2012年4月1日以降の食品中の放射性物質は食品衛生法により規制されていることになる。
水道水においては、食品の規制値に合わせる形で目標値が変更されたが、厚生労働省のとっている手法は一貫して通知であり、地方自治法に基づく技術的助言としての位置づけも変わっていない。
| 年月日        | 文書番号              | 発令元                      | 宛先                                | 件名                                                     | 種別     | 摘要 | 出典    |
| ------------- | --------------------- | --------------------------- | ----------------------------------- | -------------------------------------------------------- | -------- | --- | ------- |
| 2002年5月9日  |                       | 医薬局食品保健部 監視安全課 | 各地方公共団体 衛生主管課           | 緊急時における食品の放射能測定マニュアルの送付について   | 事務連絡 | 原子力関連テロや原子力事故が起きた際の放射能測定マニュアルを送付するので、緊急時モニタリング計画作成などに活用するよう指示。                                                                                 | [ 141 ] |
| 2011年3月17日 | 食安発0317第3号       | 医薬食品局 食品安全部長     | 各地方公共団体首長                  | 放射能汚染された食品の取り扱いについて                   | 通知     | 表に示した値を暫定規制値とし、これを上回る食品を食品衛生法に定める流通させてはならない食品に当たるものとして処置することを指示。放射能測定マニュアルに従って食品を検査するよう指示。                         | [ 128 ] |
| 2011年3月19日 | 健水発0319第1号       | 健康局水道課長              | 各都道府県 水道行政担当部局長       | 福島第一・第二原子力発電所の事故に伴う水道の対応について | 通知     | 指標（暫定規制値の飲料水の値と同じ）を超過した上水の飲用を控える、飲用以外は問題ない、代替の飲用水がない場合は飲用しても差し支えない、ことを通知。地方自治法に規定する技術的助言。                           | [ 142 ] |
| 2011年3月21日 | 健水発0321第1号       | 健康局水道課長              | 各都道府県 水道行政担当部局長       | 乳児の水道水の摂取に係る対応について                     | 通知     | 水道水の放射性ヨウ素が100Bq/kgを超える場合には、水道事業者等が乳児による水道水の摂取を控えるよう広報するよう指示。代替の飲用水がない場合は摂取しても差し支えないことを通知。地方自治法に規定する技術的助言。 | [ 130 ] |
| 2012年3月5日  | 健水発0305第2号       | 健康局水道課長              | 各厚生労働大臣認可 水道(供給)事業者 | 水道水中の放射性物質に係る管理目標値の設定等について     | 通知     | 飲用水の新基準値（セシウム134およびセシウム137の合計で10Bq/kg）を水道水中の新たな目標値とし、遵守するよう通知。地方自治法に規定する技術的助言。                                                              | [ 144 ] |
| 2012年3月15日 | 厚生労働省令第31号    | 厚生労働大臣 小宮山洋子     |                                     |                                                          | 省令     | 乳及び乳製品の成分規格等に関する省令の一部を改正し、放射性物質を規制項目に加えるという内容の省令。4月1日から施行する。                                                                                       | [ 135 ] |
| 2012年3月15日 | 厚生労働省告示第129号 | 厚生労働大臣 小宮山洋子     |                                     |                                                          | 告示     | 乳及び乳製品の成分規格等に関する省令で規制する放射性物質をセシウム134およびセシウム137と定め、50Bq/kgの値をもって規制することを定めた告示。経過措置を規定。4月1日から適用する。                              | [ 136 ] |
| 2012年3月15日 | 厚生労働省告示第130号 | 厚生労働大臣 小宮山洋子     |                                     |                                                          | 告示     | 食品、添加物等の規格基準で規制する放射性物質をセシウム134およびセシウム137と定め、各食品群別に定めた値をもって規制することを定めた告示。経過措置を規定。4月1日から適用する。                                 | [ 137 ] |

国が定めた規制以外の取り組み
学校給食
福島県やその近県だけではなく、東京都内や、大阪府など西日本でも、子に弁当を持たせる事例が続発した。
- 特別な基準を設けた自治体（学校給食について暫定基準の特別の定めはない）
  - 東京都武蔵野市
    - 2011年11月1日に行った市内認可保育所の給食食材の検査で、牛乳で14.4Bq/kgを検出した[145]。
    - 2011年11月8日に行った市内認可保育所の給食食材の検査で、茨城産さつまいもで19.2Bq/kgを検出した[146]。
    - 2011年11月17日に行った市立小中学校の給食食材の検査で、長野産マイタケで115Bq/kg、長野産ナメコで17.1Bq/kgを検出した[147]。
    - 市内認可保育所の給食では、検査で放射性物質を検出した食材は、給食で使用しないことにした[148]。

  - 福島県須賀川市
    - 小中学校にて、2012年1月より給食の食材を1kgあたり10Bq以下との基準と決め、飲料水や牛乳・乳製品が同5Bqとし、基準を上回った食材は使用しない方針と決める[149]。

  - 北海道札幌市
    - 2011年12月より検査の結果、検出限界値である4Bq/kg以上の値が検出された場合は、念のため学校給食での使用を控えることを決める[150]。
- 検査結果の公表
  - 宮城県大崎市
    - 牛乳：25Bq/kg（2011年10月18日（宮城県産（工場・製造元非公表））[151]

スーパーマーケットの食品検査
大手の食品を扱うスーパーマーケットに、独自に放射線を測定し、販売を制限するところが出た。ただし、個々に対応が異なる。
- イトーヨーカ堂：2011年10月18日に、コメのプライベートブランド（PB）で自主検査を始めると発表[152]。
- 福島県の中堅の「スーパーマーケットいちい」が独自の放射線測定を行い、その結果を、公開する独自の展開を始める[153]。

### 風評被害への対策
主に、「日本国の基準を満たしている食品（現在：100ベクレル/kg以下）は、その量に関係なく、いくら食べても安全であり、これらを避ける事は風評被害に当たる」という主張の元に、その対策を日本政府が推進し、一部の企業が協力を行っている活動である。
- 日本の農林水産省では「食べて応援しよう！」キャンペーンにて風評被害の防止に努めている[154][155]。

企業の福島産食材応援の取り組み
- イオンは、福島県で水揚げされたカツオを、イオンの店舗において販売することを発表した[156]。
- 江崎グリコは、これを受けて応援を開始した。2011年6月6日より、東北地方の生乳が主原料の「牧場しぼり」の販売を開始した[157][158]。
- デイリーヤマザキの各店舗では、東北地方の特産品をおむすびで使用し、全国で発売することにより「食」を通じて被災地を応援。2011年5月17日より販売を開始した[159]。
- 吉野家ホールディングスは、牛丼店の主要食材調達先として、福島県でコメを生産する「吉野家ファーム福島」を設立し、東日本大震災の被災地支援を行う[160]。

病院・学校での促進
農林水産省では、取組の拡大のため、大学や都道府県庁舎内の食堂・売店、医療施設、介護・福祉施設における被災地産食品の積極的な活用・販売するように協力を求めている。

## 人体への影響

### 被曝事例

#### 作業員の被曝
2011年3月12日に1号機原子炉建屋に入室し、手動ベント弁を開操作してドライベントを実行した作業者の男性が、累積106.3mSvの急性被曝をし、急性被曝症状である吐き気とだるさを訴えて病院に搬送された。当時の炉心は、後日の東京電力発表によれば既に炉心溶融が進行していた可能性があり、また当時は施設内で人体貫通性（染色体破壊能力）が高い中性子線が検出されており、原子炉建屋内での本作業は命をも脅かされかねない危険な行為であったが、切迫した状況の中で、現地判断により、開所当時から手順書が整備されていなかったベント作業 を、既存の設計図や配管図など各書類を頼りに考案して即時行うしかなかったと見られている。大阪大学の宮崎慶次名誉教授は「炉心溶融後にベントを行えば、放射性物質の漏出が増える。もっと早い段階で行うのが定石だ」と着手も含めた対応の遅れを指摘した。
一方、3号機タービン建屋地下階で3月24日、同月14日の原子炉建屋の水素爆発により破損した、配電系統の再敷設工事を行っていた電工系企業の社員および下請け作業員が、現地にあった水溜りに一般的な靴を履いた状態で侵入し、これが高濃度放射能汚染水であったため、靴内浸水時に被曝した。
3月24日、作業員3名の自己申告により靴内浸水が発覚、ベータ線被曝が疑われた。3名は福島県立医科大学へ救急搬送され、除染処置を含む緊急治療を受け、翌日には千葉県にある放射線治療研究専門機関、放射線医学総合研究所へ移送された。
3月28日には、放射線医学総合研究所が記者会見を開き、25日から研究所に入院していた作業員3名が無事に退院したと発表した。3人とも被曝内容はベータ線熱傷（ベータ線は表皮から先へ貫通できず、重症へ至るのは負傷部位から放射性物質がしみこんでの内部被曝被害のみ。臨界現場付近と違い、福島第一原発の当時の汚染水（たまり水）はほぼヨウ素とセシウムの同位体つまりベータ線源が占めていた）であり、3名とも記者会見時点で健康状態に特に問題はなく、うち2人は足のくるぶし下に2Sv〜3Sv程度の高線量ベータ線被曝をしているが、会見時点では皮膚症状は全くなく、今後も被曝部位が赤みを帯びる程度であろうと診断されたため、しばらくは経過観察を行う予定であることが発表された（被曝症状は、相当期間が経過した頃に、徐々に、あるいは急に、発現することもあるため）。

#### 住民の被曝
2011年4月3日、官房長官枝野幸男は記者会見で、福島第一原発から30kmの周辺で、甲状腺の被曝調査を行った15歳以下の子ども946人について、問題となる値は見つからなかったことを明らかにした。政府の原子力災害現地対策本部（福島市）によると、調査は3月28〜30日に、福島県川俣町と飯舘村で保育園などを通じて検査を呼びかけ、のどの放射線量を測定した結果、対象者には20km圏内から避難してきた子ども7人も含まれていたが、最高値は毎時0.07μSvで、国の原子力安全委員会が示した基準値である同0.2μSvを全員下回っていた。3月26、27日には、いわき市で同様の調査を137人を対象に実施したが、こちらも基準値を上回った子どもはいなかった。
4月21日には、市民団体「母乳調査・母子支援ネットワーク」 が、3月下旬に福島県および関東地方で暮らす生活協同組合員の授乳婦9名の母乳を検査した結果、4人の母乳から6.4Bq/kg - 36.3Bq/kgのヨウ素131を検出したと発表した。これを受けて厚生労働省も福島県および関東地方にて同様の調査を行い、4月24- 25日に採取した23名の母乳から検出されたヨウ素131は検出限界以下から最大8.0Bq/kgに分布し、セシウム137は1人だけ検出されて2.4Bq/kg、セシウム134は全員が検出限界以下であったと発表した。
福島県が行っている県民健康調査で、2011年3月11日から7月11日までの4カ月の各個人の行動を基に、外部被曝線量の推計が行われている。それによると、2016年12月31日までに調査を終えた分で、放射線業務経験者以外で、10ミリシーベルト以上の被曝をしたのは112人で、最高値は25ミリシーベルトと推計されている。
2011年7月28日、政府の原子力被災者生活支援チームは放射線量が比較的高い福島県浪江町、飯舘村、川俣町山木屋地区の住民109人を対象に、福島県が6月27日 - 7月10日にホールボディカウンター (WBC) を使って全身から放出されるガンマ線を測定し内部被曝状況を調べた結果、計58人から微量のセシウム134やセシウム137が検出されたが、全員が1ミリシーベルト未満だったと発表し、内部被曝の程度は「相当に低い」とした。南相馬市における同様の調査では、1名の内部被曝が1ミリシーベルトをわずかに超えたが、他は0.1ミリシーベルト以下だった。
2021年3月、原子放射線の影響に関する国連科学委員会（UNSCEAR）は、福島第一原発事故での「放射線被曝を原因とする健康被害は認められないとする報告書を発表し、子どもの甲状腺がんの増加は、スクリーニング検査の精度の高さが影響したにすぎないとした。同委員会は「報告書は最新の知見やデータに基づいており、結論は堅固で将来も大きく変わるとは思われないと強調した。

### 専門家の指摘
事故直後より放射線医学などの専門家から一般に向けたコメントが発表されている。現在福島県において若年者の甲状腺の検査が行われている。
- 東京大学医学部附属病院放射線科准教授の中川恵一は、今回の原発事故に関連してTwitterにおいて「100ミリシーベルト以下の被曝はほぼ安全」などと発言し、その後の飯舘村の現地調査で、ヨウ素被曝の影響は監視する必要があるなど、病院のウェブサイトに掲載した[182]。
- 慶應義塾大学医学部講師の近藤誠（放射線治療科）は2011年4月7日、『日刊ゲンダイ』に対し、100ミリシーベルト以下なら安全はウソっぱち、『「100mSv以下の低線量被曝のデータは少なく、いまのところ発がんリスクはゼロでなく、正確に分からない」と言うべき』と述べ[183]、サイエンス・メディア・センターにおいて小論を公開した[184]。自由報道協会のメンバーである日隅一雄も「国際放射線防護委員会 (ICRP) も、100mSv以下の被曝でも比例的に健康被害が生じると認めている」と述べている[185]。
- 2011年3月16日、イギリス政府主席科学顧問のジョン・ベディントンは、「チェルノブイリの場合でさえ、避難区域は約30kmだった。」と述べている[186]。
- チェルノブイリ原子力発電所事故の放射線対策に関わり、福島も視察したロシア科学アカデミーのミハイル・バロノフ (Mikhail Balonov) 博士は「我々は、1986年から25年がたった今、どの公衆の健康被害がチェルノブイリ事故によって引き起こされたかを知っている。この事故がおおむね、1986年5月に放射性ヨウ素を含む地元で生産された乳を飲んだ子供の高い甲状腺癌発生率を生んだ。」として、（石井孝明の訳[187] によると）「福島では、子供が2011年3月から4月にかけて、放射性物質を含むミルクを飲まなかったことにより、この種の放射線被曝は非常に小さかったといえる。このため、近い将来あるいは、遠い将来、どんな甲状腺疾患の増加も予想できない。」と述べている[188]。
- 札幌医科大学教授の高田純は、「福島は広島にもチェルノブイリにもならなかった〜東日本現地調査から見えた真実と福島復興の道筋」という論文を発表した。その中で、2011年4月以降に福島県内で66人に実施した甲状腺検査で、被曝量が最大で8mSvと、チェルノブイリの事例（最大50Sv）と比べて1000分の1以下だったことなどを根拠に、「福島では誰も甲状腺がんにはならない」と述べている[189]。
- 2011年7月27日、東京大学アイソトープ総合センターセンター長[190] 兼[191] 先端科学技術研究センター教授[192] の児玉龍彦は衆議院厚生労働委員会に参考人として出席し、「厚生労働関係の基本施策に関する件（放射線の健康への影響）」について、双葉町や大熊町などで除染などの現地対応に追われた経験を踏まえた発言を重ねた[193][194]。政府と国会の対応を厳しく非難した。以下、発言内容[注 10][193]。
  - 母乳からの検出放射能量は、すでにチェルノブイリ事故時のガン発症患者の体内検出量 (6Bq/L) と互角であり、外部被曝と違って低線量でも健康被害は甚大である。
  - 放射性物質の1年後残存量は、核爆弾爆発後は1/1000だが、原発事故後は1/10に過ぎない。
  - 福島第一原発の放出量は、熱量換算で広島原爆30個分、ウラン換算で20個分（政府8月発表では、6月時点の放出総量は168個分[195]）。
  - 単にWBCで内部被曝計測するだけでは、特定臓器に集約される特定線源を把握しきれないので不備。
  - 遺伝子は個々人によって300万カ所が異なるので、全員同一の対処法はナンセンス、パーソナライズが重要。
  - 内部外部の被曝を問わず、被曝病発症と被曝を関連づけるには世界でも前例が乏しいため、チェルノブイリの場合も20年分のデータがそろうまで無理だった
  - 非線形で、非常に狭い区画で点在するマイクロ・ホットスポットの脅威が、行政対応には反映されていない、除染も補償もそのルール作りもいっこうに進んでいない。20km圏とか30km圏という円状のくくりは無意味で、地域毎や学校毎などで細かく計測し調査しないと不備。
  - また政府への提案として以下の3点を発言した。

1. 国策として（機器導入向けの補助金制度およびその宣伝や指導を指していると思われる）食品、土壌、水の線量測定には、安価なGM管方式ではなく高価格帯シンチレータを投入し、高い精度で、土壌と水の除染、食品製造ラインへのシンチレータ計測ライン増設により線量基準超の不良品を排除、などを可能にすること[196]。
2. 子供を守ることを最重要視し、実用的な新法を早急に制定する。現行法では、取り扱うことを許可される放射線量、核種が許認可によって厳密に規制されており、セシウムは認可をもらっておらず、除染作業も東京へ持ち帰って行っており、全て法律違反の行いである。高価な最新鋭測定機器を有する各研究施設も、これでは活躍できず、現行法は実態に合っていない。
3. 除染技術の開発や事業化について、すでに様々なノウハウを有する各民間企業の力を結集し民主導とすること。官主導でパフォーマンスの悪い公共事業化で予算肥大化する余裕が、財政難の政府にあるとは到底思えない。

- アメリカ合衆国の独立研究機関「放射線と公衆衛生プロジェクト」のジョセフ・マンガノ事務局長は、2011年3月の福島第一原子力発電所事故直後、ウランを高熱で分裂させる過程で100以上の新たな化学物質ができ、それが大気や食物を通じて健康被害を起こす可能性があると指摘。「これらの物質がいったん人体に入れば、暴れ牛が陶器の店に入るような事態になる。人体で暴れ、正常な細胞を破壊する」と述べた。
- 2012年5月19日、北海道深川市立病院内科部長の松崎道幸は、甲状腺障害についての考察として、「今、福島のこども達に何が起きているか？－甲状腺障害、呼吸機能、骨髄機能をチェルノブイリ事故等の結果[197] から考察する－」と題した意見書をウェブ上で発表した[198]。要旨は以下の通り。

1. 内外の甲状腺超音波検査成績をまとめると、10歳前後の小児に「のう胞」が発見される割合は、0.5～1%前後である。
2. 福島県の小児（平均年齢10歳前後）の35%にのう胞が発見されていることは、これらの地域の小児の甲状腺が望ましくない環境影響を受けているおそれを強く示す。
3. 以上の情報の分析および追跡調査の完了を待っていては、これらの地域の小児に不可逆的な健康被害がもたらされる懸念を強く持つ。
4. したがって、福島の中通り、浜通りに在住する幼小児について、避難および検診間隔の短期化等、予防的対策の速やかな実施が強く望まれる。
5. 以上の所見に基づくならば、山下俊一が、全国の甲状腺専門医に、心配した親子がセカンドオピニオンを求めに来ても応じないように、文書を出していることは、被曝者と患者に対する人権蹂躙ともいうべき抑圧的なやり方と判断せざるを得ない。

### 放射線量の基準
原子力関連施設から廃棄される放射性廃棄物のうち、放射能レベルが自然放射線量よりもさらに低く、健康影響が無視できるレベルは、ICRP、IAEA等の考え方を取り入れ、個人線量で年間約10μSvとされている。このような人体への影響を踏まえた放射線量の設定もある中、食品安全委員会は、生涯被曝100ミリシーベルト未満という答申を発表した。一方、年間100ミリシーベルトの被曝量で帰宅させてもよいのではないか、という意見も日本原子力技術協会に掲載されている。
長期間な低線量被ばくの健康影響を検討する政府の作業部会は、住民避難の基準として年間20mSvを容認している。
手帳の配布
福島県浪江町は2012年度から事故が発生した時点の全町民に健康管理のための手帳を配布する。

### 甲状腺の検査結果
福島県が行っている、事故当時18歳以下だった県民を対象にした甲状腺検査では、2017年2月20日までに185人が甲状腺がんの疑いと診断され、うち145人が甲状腺がんと確定している。福島県は、チェルノブイリ事故と比べて被曝線量が少ないことなどを根拠に、被曝と発がんの因果関係は考えにくいとしている。福島県立医科大学の研究によれば、2015年6月までに甲状腺検査を受けた対象者について、推計被曝量の高い地域と低い地域とでがんが見つかった割合に差はなく、被曝と発がんとの関連性は見られなかった。
福島県の県民健康調査検討委員会の評価部会も、福島県内の子供全てを対象とした二巡目の甲状腺検査（2014～2015年度）の結果について、甲状腺がんと被ばくとの関連を否定する中間報告を2019年6月3日公表した。ただし部会長は「未来永劫、放射線の影響がないと結論付けるものではない」とコメントし、継続調査が必要との考えを示した。
弘前大学の調査チームは、事故後1か月後の福島県の0歳から80歳代の住民65人の甲状腺を調べたところ、50人から放射性ヨウ素が検出され、被曝量は推計で最大87mSvとなったと2012年3月9日に発表した。
フランスのNGOのアクロは、事故を受けて日本各地で尿検査を行い、結果を公表している。

## X線画像への影響
東北地方や関東地方の医療施設では、デジタルX線画像診断システム (Fuji Computed Radiography FCR) において、従来のX線撮影機のフィルムに相当するイメージング・プレート (IP) を長時間放置した後に画像化すると、ランダム配列の黒点が造影される事例が多く報告されている。この原因について、製造元の富士フイルムは、福島第一原発から放出された放射性物質がIPに付着するなどして、極めて高感度であるIPが胸部レントゲン検査の100万分の1程度の線量でも感受し、造影した結果であるとしており、IP表面の除染とデータ消去を推奨している。

## 経済などへの影響
東北地方太平洋沖地震及びそれにより発生した津波被害により、同事故で破損した福島第一を含む、多くの発電設備が被害を受けたため、東京電力の発電能力は大幅に低下し、需要を満たせなくなる可能性をはらむことになり、電力の使用状況によっては予期しない大規模停電が起こる可能性が出てきた。そのため、電車を運行する鉄道会社では大幅に運行本数を削減するなどして、電力不足に対応した。
また、福島第一原発からの放射性物質の飛散を懸念し、同発電所の周辺地域や同発電所に比較的近い関東地方、場合によっては日本からの退避を自国民に対し勧告する国もあった。東京の大使館業務を縮小したり、ドイツやオーストリアなどが一部業務を大阪などに一時移転したりする動きも見られた。
このような状況の中、余震や電力不足による混乱、放射性物質の拡散への懸念などを理由に、東京の社員や業務機能を西日本や第三国に退避する企業が増えた。ただし、その後に西日本、特に福井県の若狭湾岸に密集する原発に依存する地域でも電力不足の懸念が広まったため、東京に戻ったり海外移転を検討したりする関西企業も現れた。
- H&M：アルバイトを含む国内従業員とその家族、法人業務を一時大阪に移転。
- タタ・コンサルタンシー・サービシズ：インド人社員の本国への帰国と日本人社員及び家族の関東からの移動準備。
- BNPパリバ：東京在住の社員を香港及びシンガポールに配置転換。
- IKEA：正社員の約半数と本社機能を神戸に移転。

また放射性物質による汚染の懸念から農産物から工業製品に至る日本製品が、海外の市場において隠避される傾向が垣間見られる地域も出てきた。輸出に際して、EU諸国をはじめ放射能の環境基準に敏感な地域などでは検査証明などの検査結果の明示が必要になるケースも出てきている。このことから東京港や横浜港、川崎港、神戸港など日本の主な港湾施設では事前にコンテナの放射線検査を実施するところもある他、検査施設への放射線量測定の依頼が増加している。また中華人民共和国では日本産の食品輸入が事実上差し止められるなど過剰な措置があるとし、日本政府が日本産食品の安全性についての働きかけを行った。
福島市の福島競馬場でも、芝コースやダートコースで除染を行うため一部の芝を張り替えたり、砂を入れ替えたりするなどの処置がされた。
海外ではそれまで人気の高かった日本産食材の売れ行きが落ちたり、客足の伸び悩みで日本食レストランが閉店するなどの影響があるとの報告もあった。
また事故直後、各国政府の退避勧告や、個人や各企業の自主的な敬遠指向などが影響し、外国人観光客の来日数が激減した が、震災後初めての大型連休となったゴールデンウィークには、安近短の傾向ではあるが徐々に国内の観光客数は連休中に回復の兆しを見せた。しかし福島県内でも福島第一原発から距離が遠く放射線量が小さめの会津地方 などでも観光業収益の落ち込みが激しい状態が続くなど、福島第一原発周辺地域では9月時点でもなお死活問題となっており、地域によって明暗分かれた格好となっている。

### 輪番停電
東京電力の電力不足を理由とした「輪番停電」と言われる停電が実行された。これにより、定期的な停電に備えた設備の設置や計画が必要とされたり、実際に停電とされなかった場合でも、瞬断が許されない常時電源供給が必要な工場は生産停止に追い込まれ、多大な出費と損害、さらには倒産が発生した。

### 代替・処理費用
原発の代替の火力発電にかかる費用
日本の原子力発電所が停止し、原発事故の影響で再稼動できない状態に追い込まれたため、代替の火力発電に使う燃料となる石油や液化天然ガス (LNG) の輸入が急増、2011年、日本は31年ぶりに貿易赤字に転落した。2016年は原油の下落によって6年ぶりに貿易黒字に戻った。
事故処理にかかる費用
日本経済研究センターは、2011年7月19日、今後10年間で20兆円の処理費用が掛かるとの試算結果を公表した。一方、日本国政府は事故処理には数十年必要との見通しを発表している。

## 交通への影響

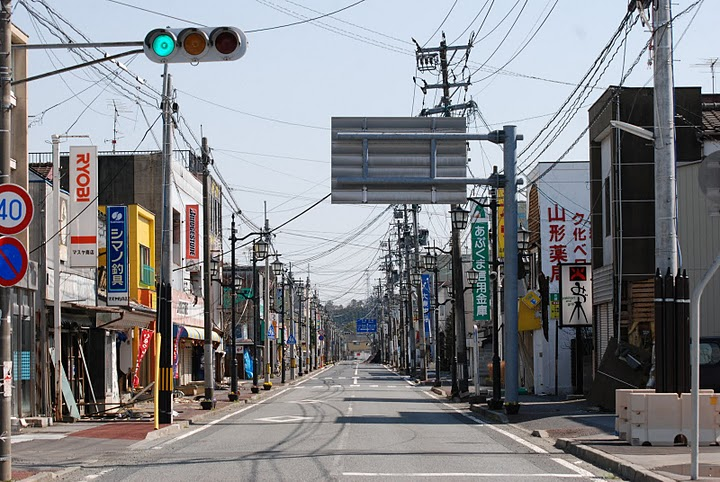
福島第一原発事故の影響で人の姿が消えた福島県浪江町の中心部。2011年4月12日撮影

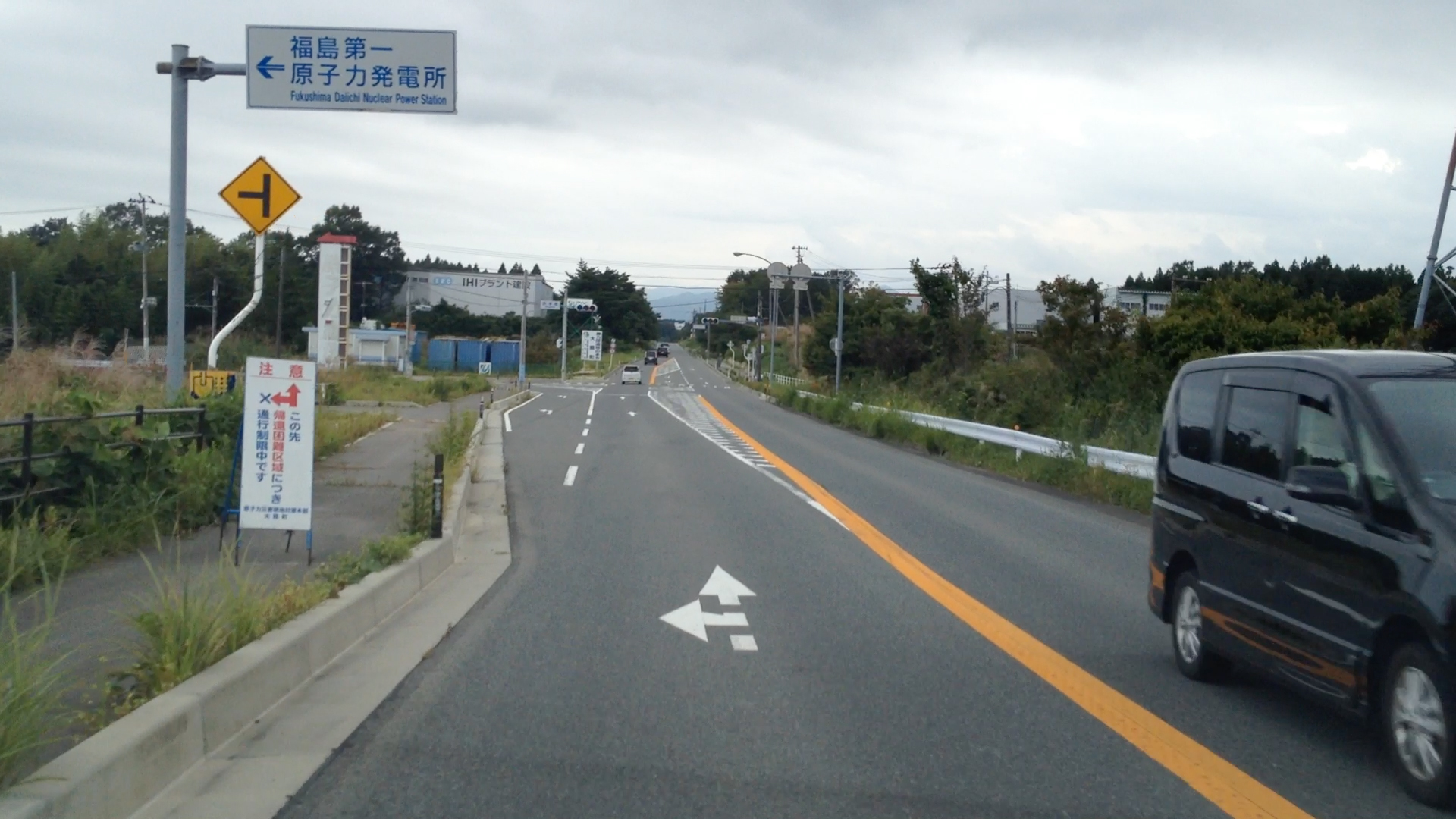
2014年9月15日に通行規制が条件付きで解除された国道6号。2014年9月15日撮影

警戒区域・帰還困難区域の指定に伴い、楢葉町から南相馬市小高区までの交通網（浜通り地方を南北に結ぶ常磐線・国道6号など）が寸断された。
道路
警戒区域・帰還困難区域内の道路は許可車両以外通行止めとなっているが（特定復興再生拠点区域内の立入制限緩和区域を除く）、2014年以降、主要道路を中心に自動車による通過に限定して許可なしでの入域を認める「特別通過交通制度」が実施されている。2014年9月15日午前0時より国道6号および小野富岡線などが初の適用例となり、以来数度にわたり対象路線が拡大されている。当初、自動二輪（バイク）の通過は一切認められていなかったが、2020年3月4日午前0時からの国道6号を皮切りに通行可能な区間も拡大している。原動機付自転車、軽車両、歩行者についても2022年8月30日から一部を除いて通行できるようになった。
高速道路

高速道路では、常磐自動車道の広野IC - 常磐富岡IC間が警戒区域に指定されたため、長期に渡り通行止めとなっていたが、NEXCO東日本は2012年（平成24年）8月31日、この区間について2013年（平成25年）度内の開通を目指すと発表し、居住制限区域に移行した後の2014年2月22日、同区間は3年ぶりに再開通（通行再開）した。
また、原発事故当時は常磐道の常磐富岡IC - 山元IC間が未開通であり、事故の影響で建設工事も一時凍結されていたが、2012年までに各区間の工事が再開され、最終的に2015年3月1日、常磐富岡IC - 浪江IC間の開通をもって常磐道は全線開通となった。
帰還困難区域内の常磐道本線やランプ、インターチェンジに接続する一般道は「特別通過交通制度」の対象区間（自動二輪も通行可能）となっている。2023年1月現在、帰還困難区域内に位置するインターチェンジは、大熊IC、常磐双葉IC、浪江ICの3か所である。

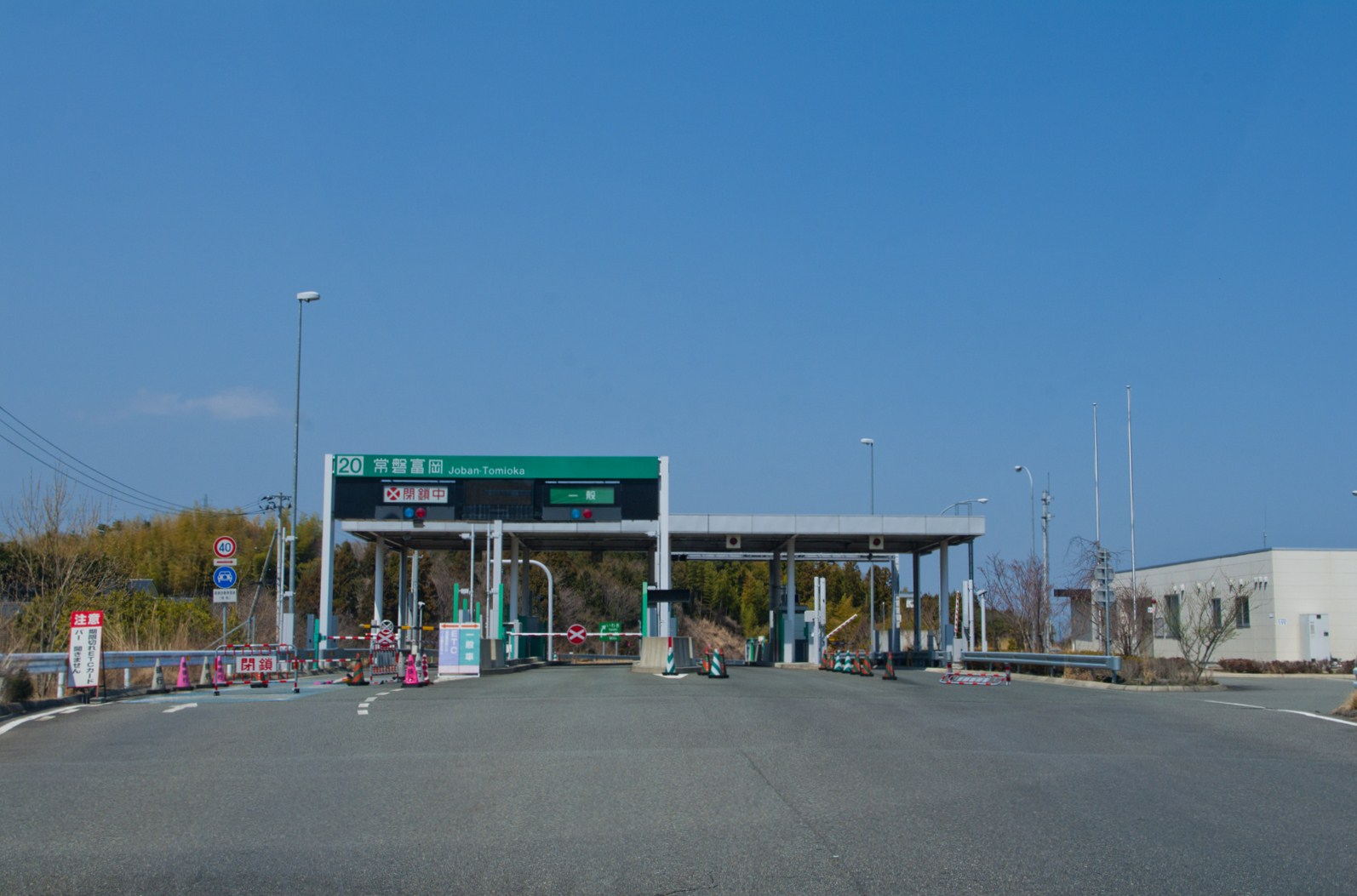
長期閉鎖されていた常磐富岡IC
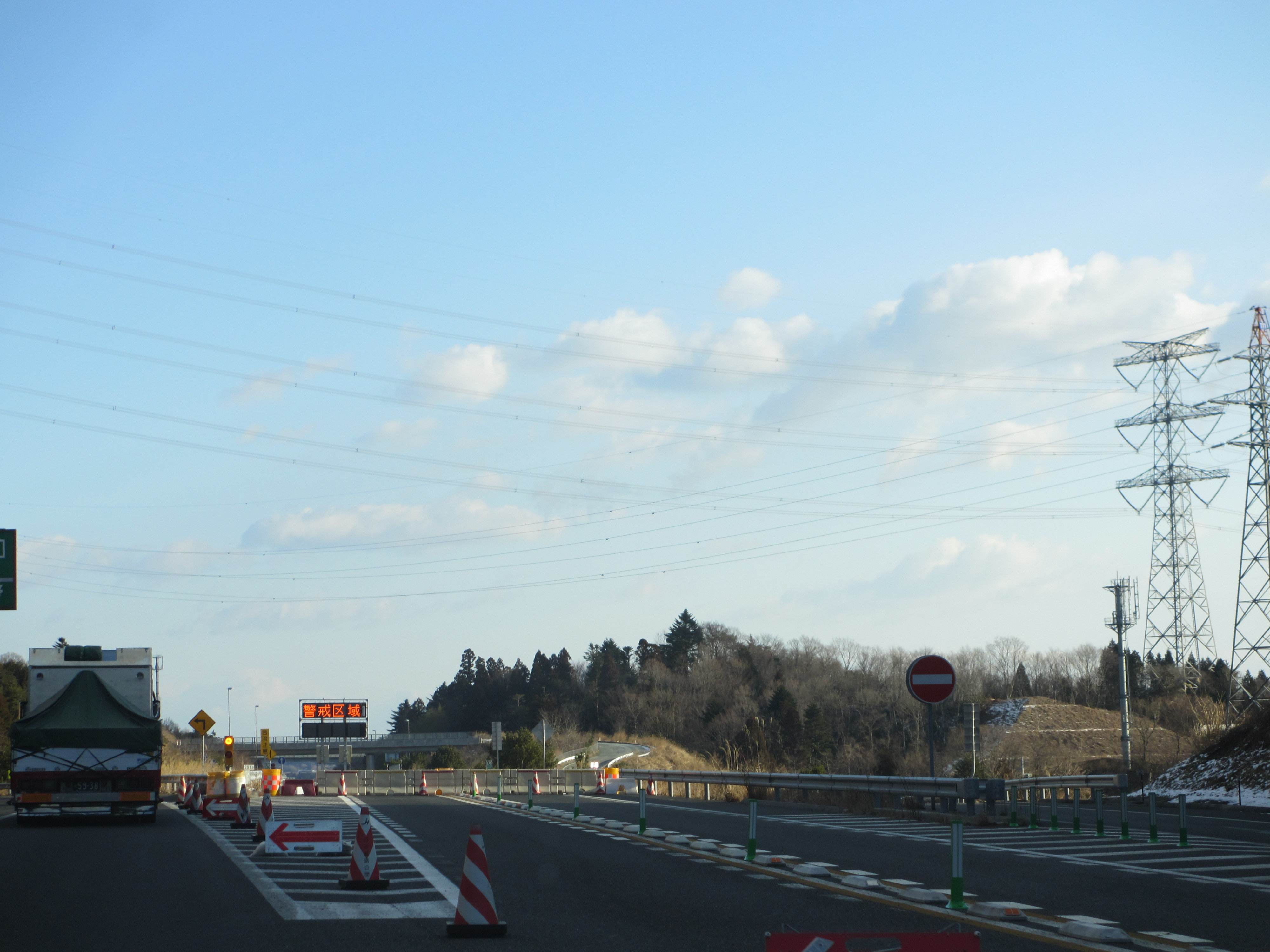
広野ICの本線に設置されていた電光掲示板とバリケード
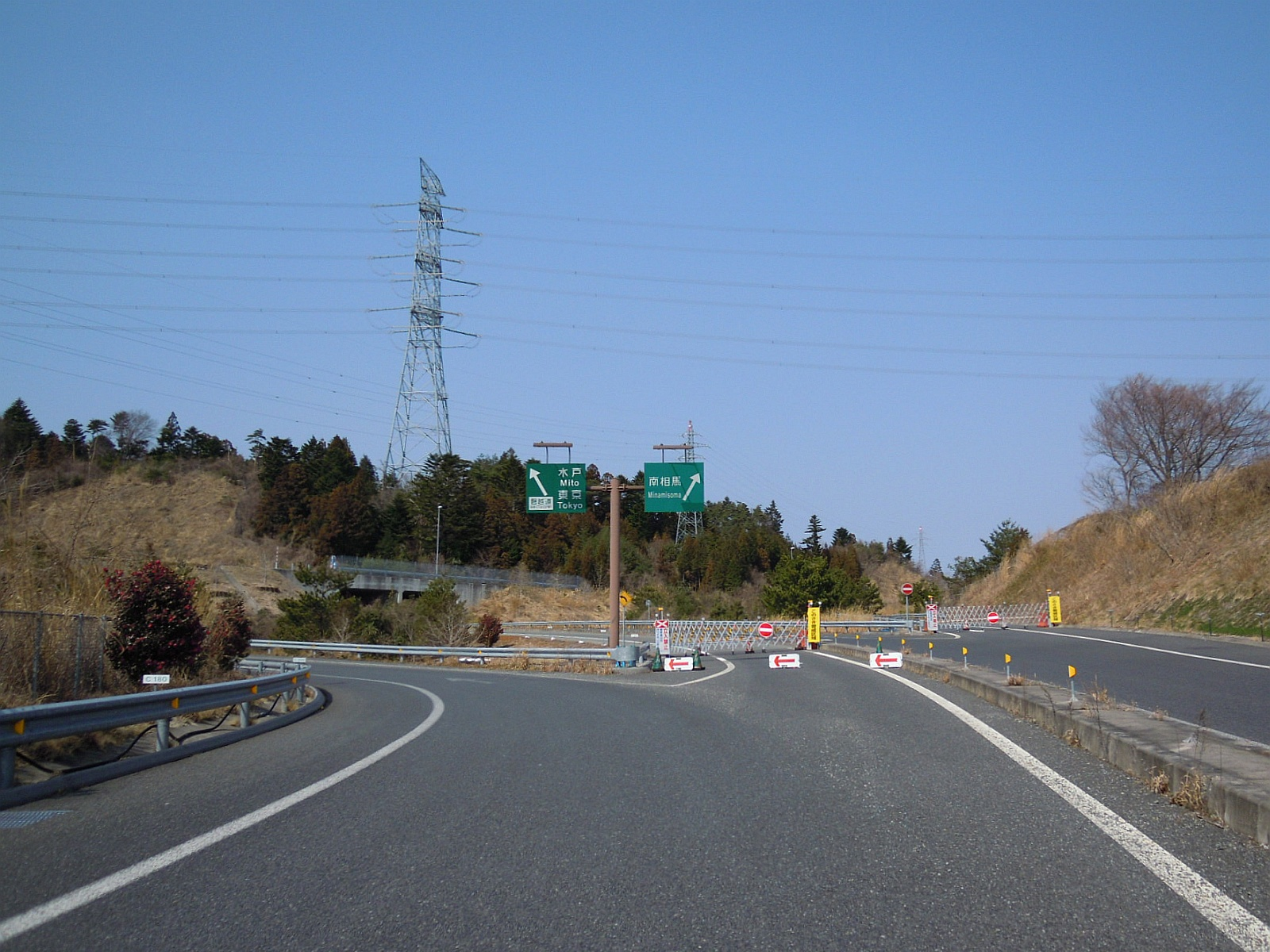
常磐富岡ICまでの通行止め期間中、常磐富岡IC方面へ進むランプと、常磐富岡IC方面から降りるランプが閉鎖されていた
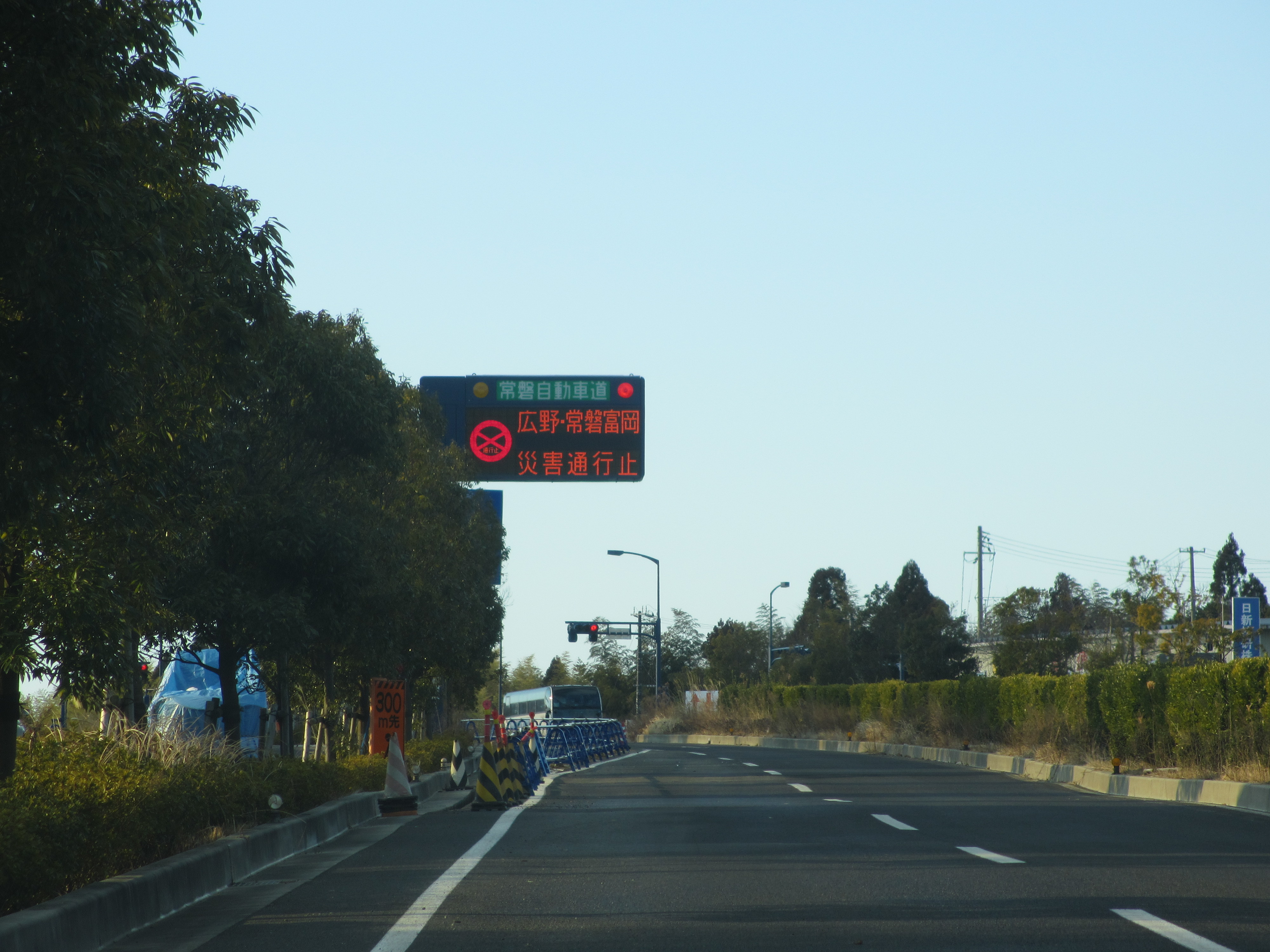
国道6号線から見た広野IC-常磐富岡IC間の通行止めの表示

鉄道
福島県浜通り地方を通るJR東日本常磐線は、事故による避難区域を含む竜田駅（楢葉町） - 原ノ町駅（南相馬市）間において地震ならびに津波の被害を受け、軌道や鉄道施設の多くが損壊した。特に避難指示の出された区域では復旧工事に着手できない状態となっていたが、除染作業の進行や避難指示の解除に合わせて順次着手された。
- 2016年（平成28年）7月12日に南相馬市における避難指示が解除されたため、同市内の小高駅 - 原ノ町駅間で運行を再開した。
- 2017年（平成29年）3月31日、浪江町における避難指示の解除に伴い、4月1日に浪江駅 - 小高駅間で運転を再開。同日には富岡町でも避難指示が解除され、同年10月21日に竜田駅 - 富岡駅間で運行を再開した。
- 最後まで不通だった、帰還困難区域を通過する富岡駅 - 浪江駅間も、除染や復旧工事を進めて2020年（令和2年）3月14日に運行を再開（合わせて鉄道施設内および駅周辺の帰還困難区域を解除）。これにより事故から9年で全線復旧となった。

このほか2011年（平成23年）の夏には電力不足を受け、主に東京電力から給電を受けている首都圏の私鉄や地下鉄路線を中心に、節電の一環として優等列車の運転を中止したり、需要に合わせて運行本数を削減するなどの間引き運転が行われた。
航空路線
航空路線では、放射性物質の飛散による影響を鑑み、自国民の本国への退避のためにチャーター便を出したり、東京国際空港（羽田空港）や成田国際空港発着便を休止、または、関西国際空港や中部国際空港、第三国経由とし、乗務員をそこで交代させて東京都内や千葉県成田市周辺に滞在させないようにする航空会社も現れた。
また、福島第一原発事故の放射能汚染による懸念からの需要減といった、間接的な理由によって経路設定の変更を行ったり、減便や運休する航空路線も相次いでいる。
国土交通省は航空法に基づき、2011年3月15日11時59分から福島第一原発の周囲半径30km圏内の上空を飛行禁止とした。なお、国際民間航空機関 (ICAO) は3月19日時点で、日本への渡航制限はないとしているほか、旅客への放射線検査も不要としている。
その後、2011年5月31日0時から飛行禁止区域を半径20km圏内とした。またこれとともに、半径20km圏外かつ半径30km圏内の区域については、緊急時に避難できる準備を求めた。この準備を求める措置は、9月30日に解除された。2012年2月25日0時から半径3km圏内に飛行禁止区域を縮小した。
その他、2011年3月16日に成田発の全日本空輸 (ANA) 貨物便が中国・大連で、貨物から中国国内の規定値を超えた放射線を計測したとして、荷降ろしができずにそのまま折り返して日本に帰国するという事例も発生した。
バス
路線バスでは、新常磐交通北営業所の全路線が運行不能に陥っている。また、車両は警戒区域外へ移動されたり、除籍された。
高速バスいわき号の南相馬および小名浜発着便は、いわき発着便が運行を再開した3月18日以降も運休が続いていた。
- 小名浜発着便は2018年（平成30年）6月15日より運行を再開した
- 南相馬発着便は区間短縮と停車停留所の見直しを行い、2019年（令和元年）6月20日より富岡線として運行を再開した。

高速バスシーガル号のいわき駅 - 浪江駅間は、大阪 - いわき駅間が運行を再開した4月15日以降も運休が続いていた。その後全線で運行を再開することなく、2020年（令和2年）2月1日をもって全線での運行を休止した。

## 賠償および補償

### 東京電力の賠償
東京電力は、避難指示対象の住民に対し、慰謝料や宅地・建物に対する賠償金などを支払っている。2024年10月までの賠償金の累計支払額は11兆4020億円となっている。
2016年12月時点では賠償に必要な額は最終的に7兆9000億円に達すると試算されていた。

### 国の損害賠償支援
2011年（平成23年）8月10日、原子力損害賠償支援機構法が公布、施行された。原子力損害の賠償に関する法律は第3条第1項に賠償責任は電気事業者にあるとしているが、原子力損害賠償支援機構法第2条には「国は、これまで原子力政策を推進してきたことに伴う社会的な責任を負っていることに鑑み、原子力損害賠償支援機構が前条の目的を達することができるよう、万全の措置を講ずるものとする。」と、国の責任が明記されている。同法第41条第1項において、損害賠償支援として、資金交付、株式の引受け、資金の貸付け、社債又は約束手形の取得及び債務保証を規定している。なお、民主党政権下では、原発事故に伴う長期避難者へ被災者生活再建支援法を適用するよう、野党の公明党や自民党が質疑し、日本弁護士連合会や浪江町など被災自治体が再三要望しているが、全て原子力損害の賠償に関する法律で賄うべきで、県は認めるべきでないと否定しており、国の不作為や無責任が問われている（『月刊政経東北』2013年6月号51～54頁参照）。
政府と福島県は、避難区域外から避難した人（自主避難者）に対し、仮設住宅・みなし仮設の提供を行なった。この無償提供は2017年（平成29年）3月31日で打ち切られた。
東京電力は、損害賠償金が不足するため、国の原子力損害賠償・廃炉等支援機構から2011年（平成23年）11月に8900億円、2012年（平成24年）2月に、6900億円の合計1兆5千8百億円追加支援の認定を受けている。また2012年（平成24年）3月に、3度目の追加資金支援を要請すると報道されている。
2012年5月2日、環境省は放射性廃棄物を一時保管する「仮置き場」設置に必要な土地の使用や住宅の庭木の伐採による個人財産の損失補償額の算定基準を策定した。

### 損害賠償請求訴訟
避難していた夫婦が政府の原子力損害賠償紛争解決センターを通じて東京電力に損害賠償を請求した裁判で、2012年2月27日、初の和解が成立した。東京電力は夫婦に避難費用や慰謝料として約1千万円と、住宅損害として1300万円の計2300万円を支払う事となった。
2012年5月7日、大阪府や兵庫県に避難している住民8世帯（25人）が、東京電力に対し損害賠償を求め、原子力損害賠償紛争解決センター (ADR) に和解の仲介の申立てを行った。
社員被災者を中心に和解案の拒否を東京電力が行い、被害の救済が遅れることになった。
一般の被災者と東電と雇用関係にあった被災者との間には対応に差があり、毎日新聞などでも雇用主である有利な立場を利用して東京電力が真摯に社員であった被災者と向き合わなかった旨が2度にわたって報道された（平成26年1月21日付毎日新聞朝刊31面）
その時期に依願退職者が多く出た。
2012年以降、被災者がそれぞれの避難先等で相次いで東京電力又は国の責任を問う集団訴訟を提起し、全国の裁判所で審理が進められている。言渡済みの判決は、下表のとおりである。
| 番号 | 判決日         | 裁判所                    | 裁判長     | 東京電力の責任 | 国の責任 | 判決    | 備考               |
| ---- | -------------- | ------------------------- | ---------- | -------------- | -------- | ------- | ------------------ |
| 地1  | 2017年3月17日  | 前橋地方裁判所民事第２部  | 原道子     | 認める         | 認める   | [ 258 ] |                    |
| 地2  | 2017年9月22日  | 千葉地方裁判所第3民事部   | 阪本勝     | 認める         | 認めない | [ 259 ] |                    |
| 地3  | 2017年10月10日 | 福島地方裁判所第一民事部  | 金沢秀樹   | 認める         | 認める   | [ 260 ] |                    |
| 地4  | 2018年2月7日   | 東京地方裁判所            | 水野有子   | 認める         |          |         | 国は被告ではない。 |
| 地5  | 2018年3月15日  | 京都地方裁判所第7民事部   | 浅見宣義   | 認める         | 認める   | [ 261 ] |                    |
| 地6  | 2018年3月16日  | 東京地方裁判所            | 水野有子   | 認める         | 認める   |         |                    |
| 地7  | 2018年3月22日  | 福島地方裁判所いわき支部  | 島村典男   | 認める         |          |         | 国は被告ではない。 |
| 地8  | 2019年2月20日  | 横浜地方裁判所            | 中平健     | 認める         | 認める   |         |                    |
| 地9  | 2019年3月14日  | 千葉地方裁判所            | 高瀬順久   | 認める         | 認めない |         |                    |
| 地10 | 2019年3月26日  | 松山地方裁判所            | 久保井恵子 | 認める         | 認める   |         |                    |
| 地11 | 2019年3月27日  | 東京地方裁判所            | 中吉徹郎   | 認める         |          |         | 国は被告ではない。 |
| 地12 | 2019年8月2日   | 名古屋地方裁判所民事第8部 | 桃崎剛     | 認める         | 認めない | [ 262 ] |                    |
| 地13 | 2019年12月17日 | 山形地方裁判所            | 貝原信之   | 認める         | 認めない |         |                    |
| 地14 | 2020年2月19日  | 福島地方裁判所第一民事部  | 遠藤東路   | 認める         |          | [ 263 ] | 国は被告ではない。 |
| 地15 | 2020年3月10日  | 札幌地方裁判所            | 武藤貴明   | 認める         | 認める   |         |                    |
| 地16 | 2020年6月24日  | 福岡地方裁判所            | 徳地淳     | 認める         | 認めない |         |                    |
| 地17 | 2020年8月11日  | 仙台地方裁判所            | 村主隆行   | 認める         | 認めない |         |                    |
| 地18 | 2020年10月9日  | 東京地方裁判所民事第32部  | 中吉徹郎   | 認める         | 認めない |         |                    |

| 番号 | 原審番号 | 判決日        | 裁判所                   | 裁判長   | 東京電力の責任 | 国の責任 | 判決    | 備考               |
| ---- | -------- | ------------- | ------------------------ | -------- | -------------- | -------- | ------- | ------------------ |
| 高1  | 地7      | 2020年3月12日 | 仙台高等裁判所           | 小林久起 | 認める         |          |         | 国は被告ではない。 |
| 高2  | 地4      | 2020年3月17日 | 東京高等裁判所第24民事部 | 村田渉   | 認める         |          | [ 264 ] | 同上               |
| 高3  | 地3      | 2020年9月30日 | 仙台高等裁判所           | 上田哲   | 認める         | 認める   | [ 265 ] |                    |
| 高4  | 地1      | 2021年1月21日 | 東京高等裁判所第7民事部  | 足立哲   | 認める         | 認めない |         |                    |
| 高5  | 地2      | 2021年2月19日 | 東京高等裁判所第22民事部 | 白井幸夫 | 認める         | 認める   |         |                    |

| 番号 | 原審番号 | 判決日        | 裁判所              | 裁判長   | 東京電力の責任 | 国の責任 | 判決    | 備考                     |
| ---- | -------- | ------------- | ------------------- | -------- | -------------- | -------- | ------- | ------------------------ |
| 最1  | 高3      | 2022年6月17日 | 最高裁判所第2小法廷 | 菅野博之 |                | 認めない | [ 267 ] | 東京電力は被告ではない。 |
| 最2  | 高5      | 同上          | 同上                | 同上     |                | 同上     | [ 269 ] | 同上                     |

## 日本国外における影響
スリーマイル島原子力発電所事故（1979年3月28日）やチェルノブイリ原子力発電所事故（1986年4月26日）に伍する、史上最悪の原子力災害の一つであり、旧ソビエト連邦よりも格段に原発の安全策が講じられていると目されていた日本でこのような大惨事が発生したことは、各国のエネルギー政策に大きな影響を与えた。ドイツとイタリアは、脱原子力への方向を加速させた。
震災直後の各国で問題発言やデマなども流布した（東日本大震災関連の犯罪・問題行為参照)。
2011年4月15日、ロシア連邦の放射線に関する政府機関・医学生物学庁のウラジーミル・ウイバ長官は、東京都内の大使館において、同館敷地内で観測された放射線量が0.07μSv - 0.10μSvであり、これはモスクワの水準（0.17μSv - 0.20μSv）の約半分にとどまるとの調査結果を公表した。医学生物学庁から東京に派遣されたチームは大使館員や在日ロシア人の健康調査等を行った上で、「東京の放射線量は人体に悪影響はない」「現時点で放射能汚染はない」と述べ、これを受けてウイバ長官は「観光を目的とした渡航制限を解除」するようロシア外務省に勧告する意向を明らかにした。

### 諸外国による食品の輸入規制
食品から放射性物質が検出されたことにより、日本の食品、主として、東北・関東地方の農水産物および静岡のお茶について、諸外国が輸入規制の措置を取った。
2024年9月時点で、日本の一部都県の食品につき輸入を停止している国・地域は香港、中国、マカオ、韓国、台湾、ロシア（この内、中国、香港、マカオ及び韓国は、一部の都県等を対象に輸入停止、台湾及びロシアは一部又は全ての都道府県を
対象に検査証明書等を要求。）である。
2018年11月24日、台湾では日本の５県産食品（福島県、茨城県、栃木県、群馬県、千葉県）の禁輸継続について賛否を問う住民投票があり、賛成多数で「禁輸継続」となったものの、2022年2月8日に5県産の食品について、野生鳥獣肉、キノコ類、コシアブラを除き、放射性物質検査報告書と産地証明書の添付を条件に輸入を可能（ただし、日本で流通が禁止されている品目は全て台湾に輸入することはできない。）とすると発表。本措置は、2月21日に実施され、その後の2024年7月23日、台湾の衛生福利部は福島県など5県産食品の輸入規制をさらに緩和する案を公表した。2022年の大幅緩和時に一部の品目（野生鳥獣の肉やキノコ類など）で維持した禁輸措置を取りやめ、日本で流通する食品は全て輸入を認めた。これに対し、日本の坂本農林水産大臣は「被災地復興を後押しする前向きな動きとして受け止めている。今後も、証明書の添付などの輸入規制が科学的根拠に基づいて早期に撤廃されるよう、政府一丸となって引き続き粘り強く働きかけていきたい」とコメントした。
また、49の国と地域が事故後に何らかの制限や規制を行っていたが既に完全に解除された。しかしながら、未だに6つの国・地域が維持しており、このうち中国、ロシア、香港、マカオ（この内、中国及びロシアは全都道府県の水産物を全面輸入停止、香港及びマカオは10都県のそれぞれ水産物等及び生鮮食品等の輸入停止。）は、ALPS処理水の海洋放出に伴い、更に日本産水産物等を輸入停止とした。
日本は、海産物の輸入禁止措置を解除しない韓国に対して、世界貿易機関（WTO）紛争処理小委員会に提訴。2018年2月22日、恣意的または不当な差別に当たるとして、措置を不当とする判断を得たが、韓国側は貿易機関の上級委員会へ提訴し、輸入規制を継続した。2019年4月12日上級委員会は韓国の措置を妥当と認め、日本側の敗訴で終わった。

## その他の社会的影響・反応
福島第一原子力発電所事故を機に、以前から原子力業界の閉鎖性を指して使われてきた「原子力村」という語を、推進派と撤廃派の双方が再び使い出している。また、日本国内では東海村JCO臨界事故（1999年9月30日）以来12年ぶりに発生した大規模な原子力災害となり、世界的に見てもスリーマイル島原子力発電所事故（1979年3月28日）やチェルノブイリ原子力発電所事故（1986年4月26日）と列ぶ大規模な原発事故となったことから、日本国内でも推進派と撤廃派の双方が、原子力発電に関連した大衆運動を増やしている。

### 「被曝国」
核爆撃と核実験の両方を被った「被爆国」が、原子力発電所事故による「被曝国」になってしまった事態は、マスコミや大衆運動で「ヒロシマ・ナガサキ・フクシマ」というように、福島原発事故を広島と長崎への原爆投下と列べる論調を増やす結果となった。しかし、日本を巻き込んだ原子力災害は、長崎への原爆投下（1945年8月9日）の次は、福島原発事故（2011年3月11日）ではなく、焼津の第五福竜丸が巻き込まれた水爆実験（1954年3月1日）である。また、日本で発生した軍事外の原子力災害は、原子力船むつの放射線漏洩事故（1974年9月1日）が最初である。
東京都目黒区の目黒区美術館では、2011年4月9日から5月29日まで、広島と長崎への原爆投下にまつわる絵画やポスター、建築物などを展示する「原爆を視る 1945-1970」を開催する予定であったが、この福島原発事故が起きたために中止になった。運営主体の目黒区芸術文化振興財団は「イメージ的に原発事故などを思い出させる面があり、時局柄、実施しない方がいい」と述べたが、被爆者らは「過剰反応だ」などと指摘。また、『はだしのゲン』の作者である漫画家・中沢啓治も、お役所的発想であると区の姿勢を批判した。

### パフォーマンス
『明日の神話』
東京都渋谷区にある渋谷マークシティの京王井の頭線渋谷駅コンコースに設置している岡本太郎の壁画作品『明日の神話』に、2011年5月1日午前9時半頃、この事故を思わせる絵を描いたベニヤ板が貼り付けてあったことが判明し、同日夜に撤去された。この違法行為は、東京の芸術家集団「Chim↑Pom（チンポム）」のパフォーマンスであったことが、当人らによって同月18日に公表された。なお、岡本太郎記念館館長でもある平野暁臣は、「（このような時世にあって）悪戯と切り捨てられない」との見解を示し、経緯を静観した。
PR看板
福島第一原子力発電所が立地する双葉町が原子力のPRとして設置した看板に自身が応募した標語が採用され、事故後は他県で避難生活を送る男性が、看板の前で標語の一部を訂正する写真をネット上に投稿する活動を行っている。

### 市民運動・デモ
この事故は原発への危惧を生じさせ、デモ活動などの大衆運動が発生した。又、原発国民投票などの活動も呼びかけられた。このような原発事故が再び起きぬよう「フクシマを忘れるな」をスローガンに世界中で脱原発集会が起きた。
政治における動きとしては、小沢一郎を党首とした新党「国民の生活が第一」が発足し、｢10年後を目途に全ての原発を廃止する｣を基本政策課題として発表した。
茨城県東海村元村長の村上達也は、福島原発事故は「人類史上でチェルノブイリ原子力発電所事故に次ぐ放射能汚染による大規模な自然環境破壊であり、すべての生命への危害であった」とした。
原発に対する不安と再稼動について、東京新聞社の2012年3月の世論調査では「脱原発」支持8割 必要分だけ再開54%だった。
官邸前デモ
2012年6月15日の夜に、総理大臣官邸前に、1万1千人の市民が集まり、大飯原子力発電所再稼働の反対を叫ぶデモ活動を行ったと、『しんぶん赤旗』が報じている。CNNのサイトによるネット報道 (CNN iReport) では、この1万1千人のデモを報道するとともに、日本ではこのニュースが放送されていないとしている。また、翌週の2012年6月22日の夜には、官邸前に、多数の市民が大飯原発再稼働の反対デモに集まったと各種メディアが報じた。
このデモの参加者数は、『朝日新聞』の報道によれば、主催者発表で4万人、警察発表では1万人。『東京新聞』の報道によれば、主催者発表で4万5千人であったとされる。2012年6月29日の夜にも官邸前で反対デモが行われた。デモ参加者数は、主催者発表が約20万人、警察発表で約1万7千人。これ以後、ほぼ毎週金曜日に市民や団体数名による大規模なデモ集会が自発的に開催された。
16回目の2012年7月20日には、鳩山由紀夫が訪れた。
さようなら原発10万人集会
2012年7月16日「さようなら原発10万人集会」と銘打ったデモが、東京都渋谷区の代々木公園で開かれ、主催者発表で約17万人、警視庁関係者によると約7万五千人が参加した。
市民による「保養プロジェクト」
2012年7月5日、福島で被曝した可能性のある子供の健康回復を実現するために、沖縄の久米島で「沖縄・球美の里 - 福島の子ども保養プロジェクト」が始まった。福島の子供は無料で保養するが、その資金は市民の募金で賄われる。広河隆一、石井竜也、宮崎駿などが設立に積極的に加わる。「沖縄・球美の里 - 福島の子ども保養プロジェクト」の「姉妹プロジェクト」は日本各地で開設されていく。

### 反原発に対する批判
- 日本経済団体連合会会長の米倉弘昌は、事故発生から4日後（2011年3月16日）に、福島原発事故について「千年に一度の津波に耐えているのは素晴らしいこと。原子力行政はもっと胸を張るべきだ」と発言し、原子力行政を擁護した[309]。
- 事故発生時の政権与党である民主党の支援団体の一つである全国電力関連産業労働組合総連合は、「原子力発電は、議会制民主主義において国会で決めた国民の選択。もし国民が脱原発を望んでいるなら、社民党や共産党が伸びるはずだ」（内田厚事務局長）と原子力行政を擁護し、脱原発論に反論した[310]。
- 事故発生時の野党である自民党の石原伸晃幹事長は、「大きな事故があったので集団ヒステリー状態になるのは心情としては分かる」「脱原発というのも簡単だ。しかし生活を考えたときどういう選択肢があるのか示さなければいけない」と発言した[311]。また、石原幹事長は自民党の河村建夫衆議院議員のセミナーで日本各地の反原発運動について、「アナーキー（無政府主義的）で代替エネルギーのことを考えていない」「公安関係者から聞いたが、（6月11日に東京で起きた原子力発電所反対デモの）バックにいるのは革マル派、中核派、原水協。そういう人たちがいるのに普通の人が多く集まっている」と発言した[312]。
- 公安調査庁は、反原発運動には中核派などの過激派が、反原発を訴えながら活動を活発化させ、勢力拡大を図っている実態を発表している[313]。

### 風評被害・デマ
この原発事故により、様々な分野で風評被害やデマが発生した。ここで取り扱う「風評被害」の中には、産業界や地元住民などに実際に発生している、または、発生の蓋然性が高いと予想される実害をも含む。本事故による社会的影響は、サプライチェーン（供給連鎖）など、放射性物質と直接的関係のない分野にまで及んでおり、本事故によって発生した実害の軽視に加担しないため、本節では「被災した産業等」のみにかかるものではなく、「実害を訴える人々」をも対象とした包括的な内容を記述する。この事故の影響により、2011年の新語・流行語大賞トップテンに「風評被害」が選出された。
デマ・俗説
放射性ヨウ素の体内摂取を阻止するための内服薬「安定ヨウ素剤」の代わりに、ヨウ素入りのうがい薬や昆布など海草類も有効であるとの情報はデマであると放射線医学総合研究所などが発表した。
中華人民共和国において「海水が放射能汚染されたので今後は安全な塩が入手できなくなる」というデマ情報が流れて、実際に塩の買い占めに発展したことが挙げられる。
また「震災や原発事故の被災地で強盗や性犯罪が多発」などといったデマもインターネット上に多発し、またそれ以降は便乗犯と思われる犯行も相次ぎ（原発作業員もTwitterで自宅に空き巣が入ったと報告）、送電網の断線や各地の原発停止などに起因して夜間停電の続く被災地域および高線量に起因する立入禁止区域の治安が悪化したため、警察が取締まり強化に乗り出す事態となった。
ネット上を中心に不安を煽る内容の怪文書が数多く拡散されている。ブラックバス釣り雑誌『Rod and Reel』2012年1月号が急性リンパ性白血病により亡くなった宮城県内に住む釣り師の追悼記事を掲載したところ、「死亡した釣り師は福島県の祖父の田舎を釣りで応援すると言って、福島原発30km圏内で野宿し、池や川で釣った魚を食べていた」という、雑誌には書かれていない虚偽情報がブログや2ちゃんねる、Twitterで広まり、釣り師の関係者達がネット上の反応に対して「反原発を訴えるのは勝手ですが、友達の死を捏造してまでやるヤツが腹立たしいです」等といった不快感を示した。
レスリング選手の長島和幸が急性白血病と診断されたと日本レスリング協会が発表した後、「福島県内にいたから発症した」とのデマがネット上で流布された。さらに「国公立医師会病院（実際には国公立の医師会病院は存在しない）の統計によると、今年の4月から10月にかけて、『白血病』と診断された患者数が、昨年の約7倍にのぼった」という新聞記事を装った書き込みが出回り、医師会に問い合わせが相次いだことから同会は公式ウェブサイトで「このような発表を行った事実はない」「現段階でそのようなデータについて確認できない」と否定した。
また枝野官房長官による「ただちに健康に影響はない」という発言のような、原発事故の影響が非常に微小であるとする楽観論についてフリージャーナリストの上杉隆は「安全デマ」だと主張している。
報道機関によるデマ報道の発信
2011年5月初旬に、一般市民が、千葉県の柏、松戸、流山と、埼玉県の三郷の計4市で放射線を測定した結果、放射線量が高くなる「ホットスポット」を見つけたという情報とその測定値（東京大学-測定（3/21以降） 含む）を、インターネット上に記載した。『読売新聞』はこれを2011年5月16日朝刊において「チェーンメールで放射能のデマ拡散」「チェーンメールで放射線のデマ拡大」として掲載した。しかし、柏市の「県立柏の葉公園」では国の除染基準（毎時1マイクロシーベルト）を上回る空間放射線量が実際に検出されたことを、2012年2月16日、千葉県が発表した。
人々の言動
福島原発事故に関連し、トラックの運転手が無用の被曝を避けるため、浜通りや中通りの福島原発の周辺地域への物資輸送をためらい、例えば南相馬市（浜通り北部）やいわき市（浜通り南部）のような、福島原発からやや離れた（概ね40km）地域には、救援物資どころか一般物資すら届かないという孤立状況が生まれたり、「身体等に付着している放射性物質の持ち込み」を警戒して宿泊施設が避難者の受け入れを拒否したりする、児童が避難先の学校等で「放射能がうつる（感染する）」などといったいじめを受けるなどといった、風評被害および差別的対応が見られた。他にも、浜通りおよび近隣地域に点在するホットスポットを危険視する見方があるため、当該地域への人的役務の対価が高騰していることを悪用した人材派遣会社も現れた。具体的には、女川町（宮城県）へのトラック輸送役務契約と偽って派遣労働者に福島第一原発での瓦礫の撤去作業を行わせた等の事例があり、被災地外の人々への被害も出始めている。
韓国北西部の京畿道では、放射性物質を多く含む可能性を懸念して、事故後最初の降雨である2011年4月7日に学校の臨時休校措置が採られた。韓国政府機関は人体や環境に影響がないとして、教育当局に過敏にならないように配慮を求めた。臨時休校としなかったソウル特別市教育当局のウェブサイト上では、親たちからの不満が徐々に増えたが、授業を中止することはせずに、親たちに平静さを保つように呼びかけた。
生産物の取り扱い
農産物に関しては、2011年3月21日に食品衛生法上の暫定規制値を超えたとして一部の野菜に出荷停止措置がとられたが、翌22日には、出荷停止されていない茨城県産のチンゲンサイやレタスが小売業者から敬遠されて返品される、などといった被害も確認されている。菅直人総理は4月15日、福島県産のキュウリ、イチゴを自ら口にし、農作物の安全性をアピールした。その一方で、ジャーナリストの青木理と宮台真司は、「僕は福島の野菜は絶対に買いませんよ。」「（中略）政府の言うことを信じて福島の野菜を買うというのは、はっきり言ってアホでしょう。」と発言している。10月19日午前にテレビ放送された『とくダネ!』の中で、福島県の農家が米を捨てるためにJAあまくさの中古品の米袋に米を詰めるシーンがあったことから、2ちゃんねるやTwitterで「福島の農家がJA天草（熊本）の米袋に産地偽装してる」といった全く根拠のない解説が相次いで書き込まれ、このような意見のみを恣意的に集めたまとめサイトが問題となり、JAグループ熊本が「言われなき中傷」「悪意的ネット配信に対し、大変遺憾に感じ強く抗議します」と表明する事態が起きる等、農業の風評被害は全国に広がったる。
また、鋼材の輸出に関しても風評被害が出ているとの報告が、日本鉄鋼連盟からあった ほか、韓国では「日産・キューブが欲しいが放射能汚染が心配」と言う声があった。このほか、工業など多分野にわたる輸出製品が、取引先に表面線量の自主検査を依頼されるか、相手国で公的検査を受けるなどして打撃を受けた。